# Powstanie w getcie warszawskim

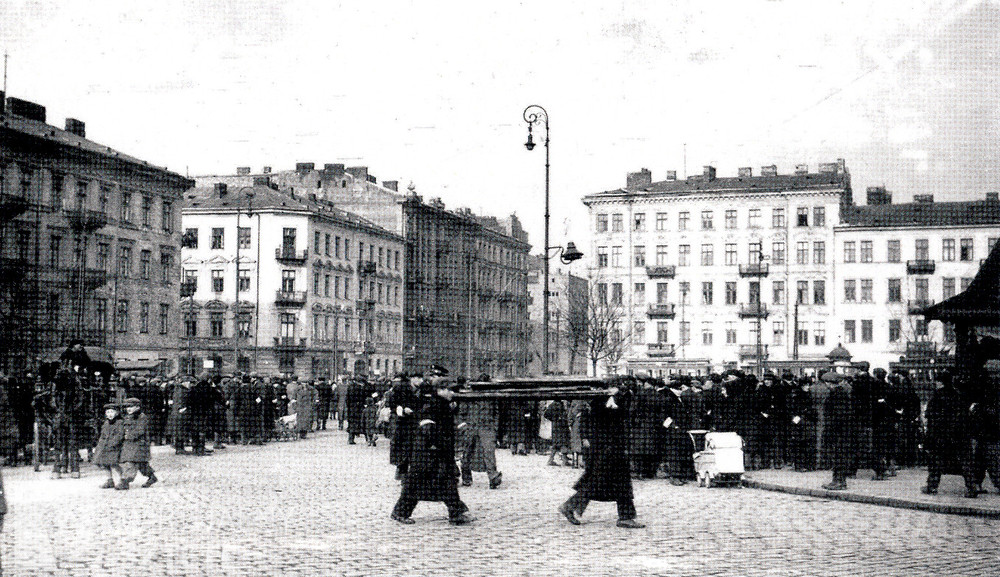
Plac Muranowski, miejsce zaciętych walk w czasie powstania w getcie w kwietniu 1943

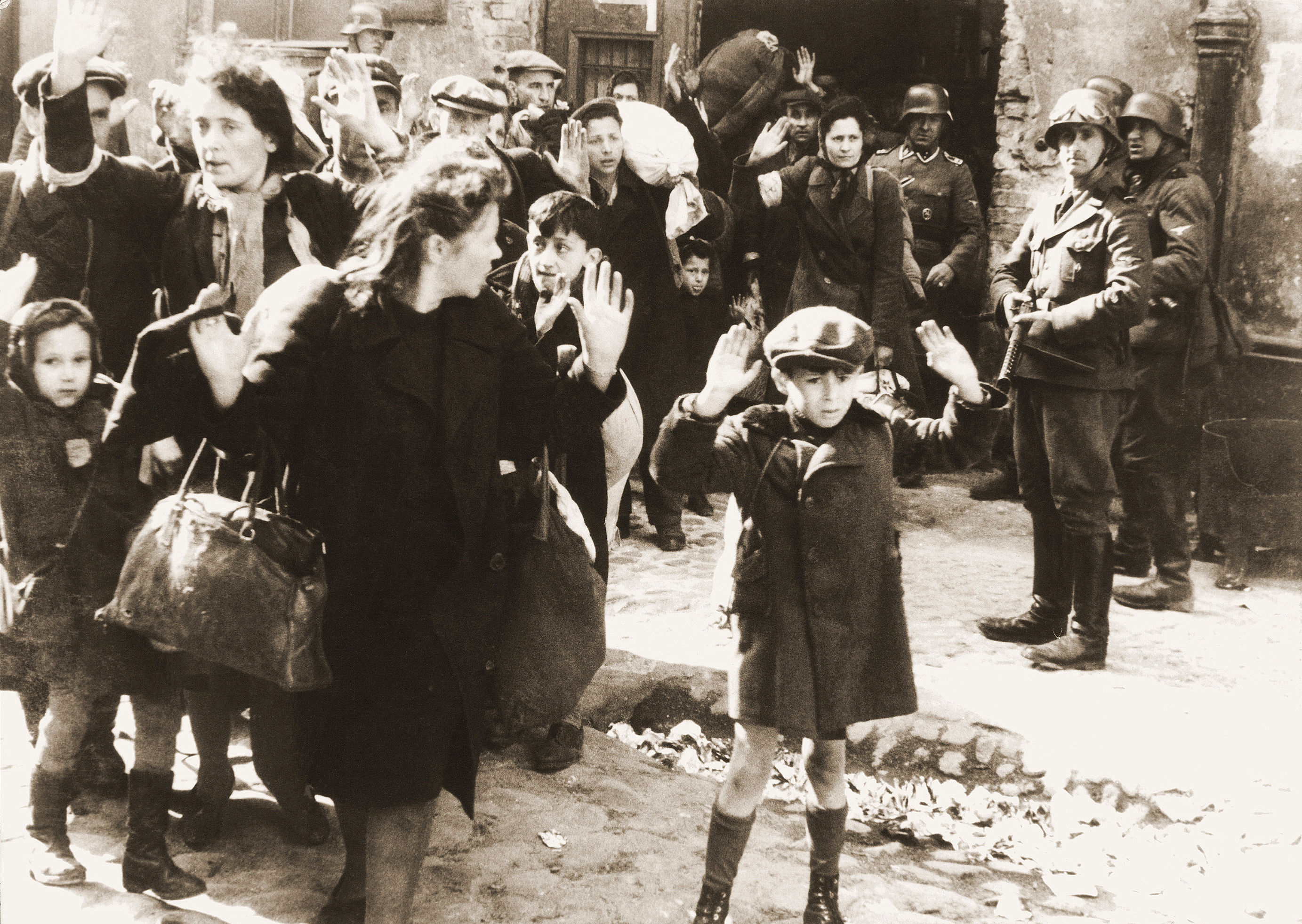
Żydowska ludność cywilna schwytana podczas tłumienia powstania. Oryginalny niemiecki podpis: „Siłą wyciągnięci z bunkrów” (fotografia z raportu Stroopa)

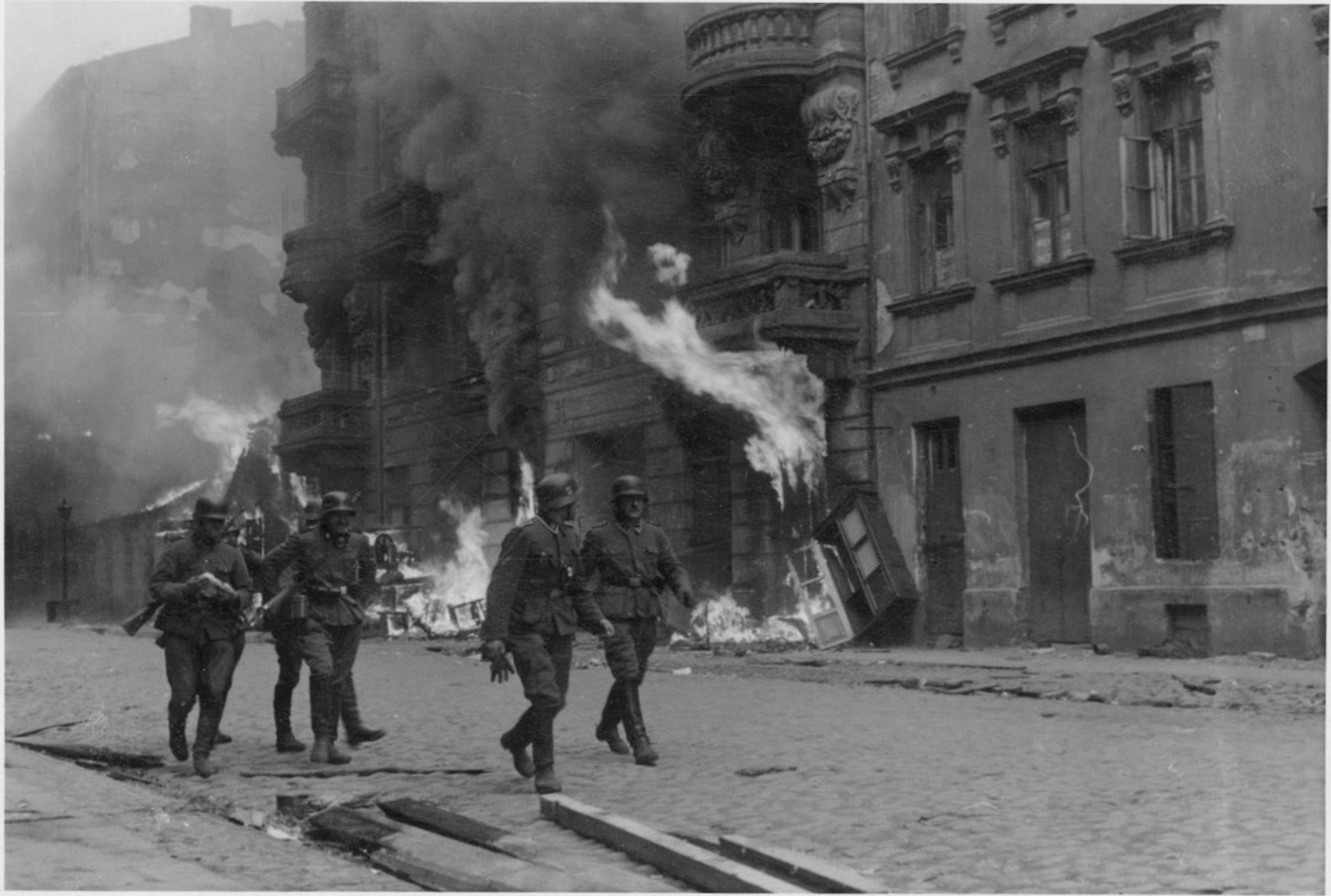
Fotografia z Raportu Stroopa. Oryginalny niemiecki podpis: „Drużyna szturmowa”

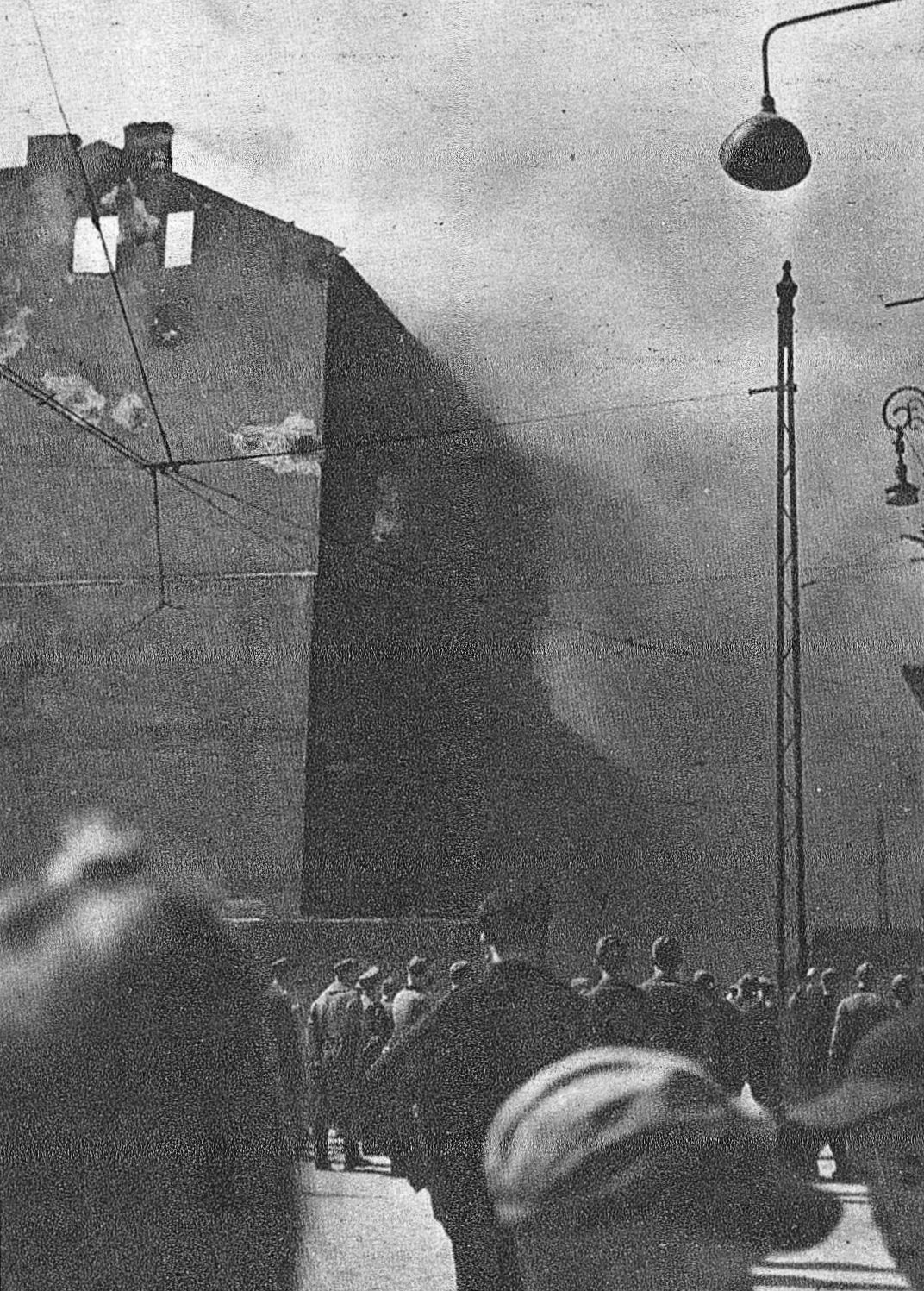
Mieszkańcy Warszawy obserwujący płonące getto

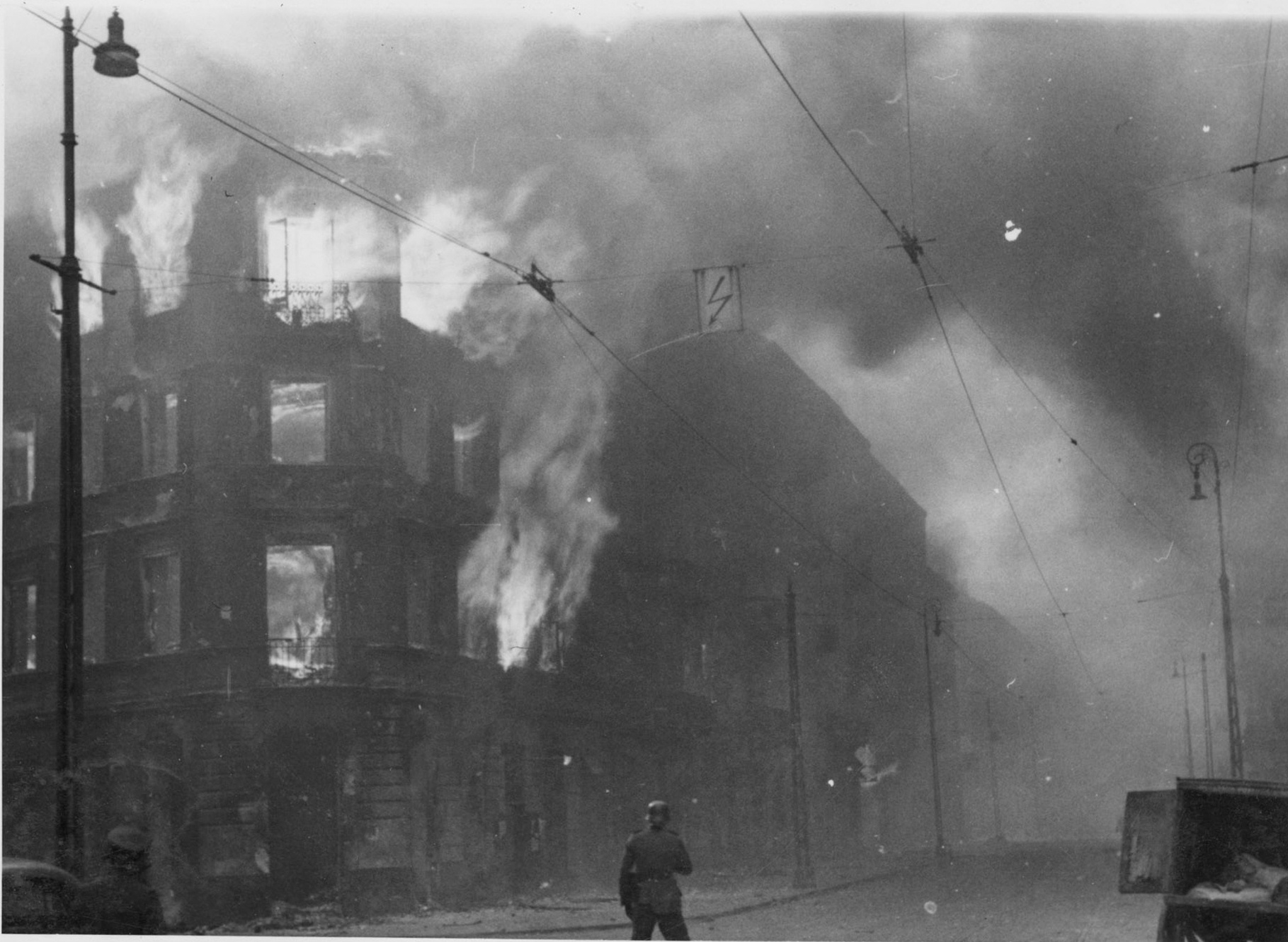
Fotografia z Raportu Stroopa. Płoną podpalone przez Niemców kamienice na skrzyżowaniu ulic Zamenhofa i Wołyńskiej

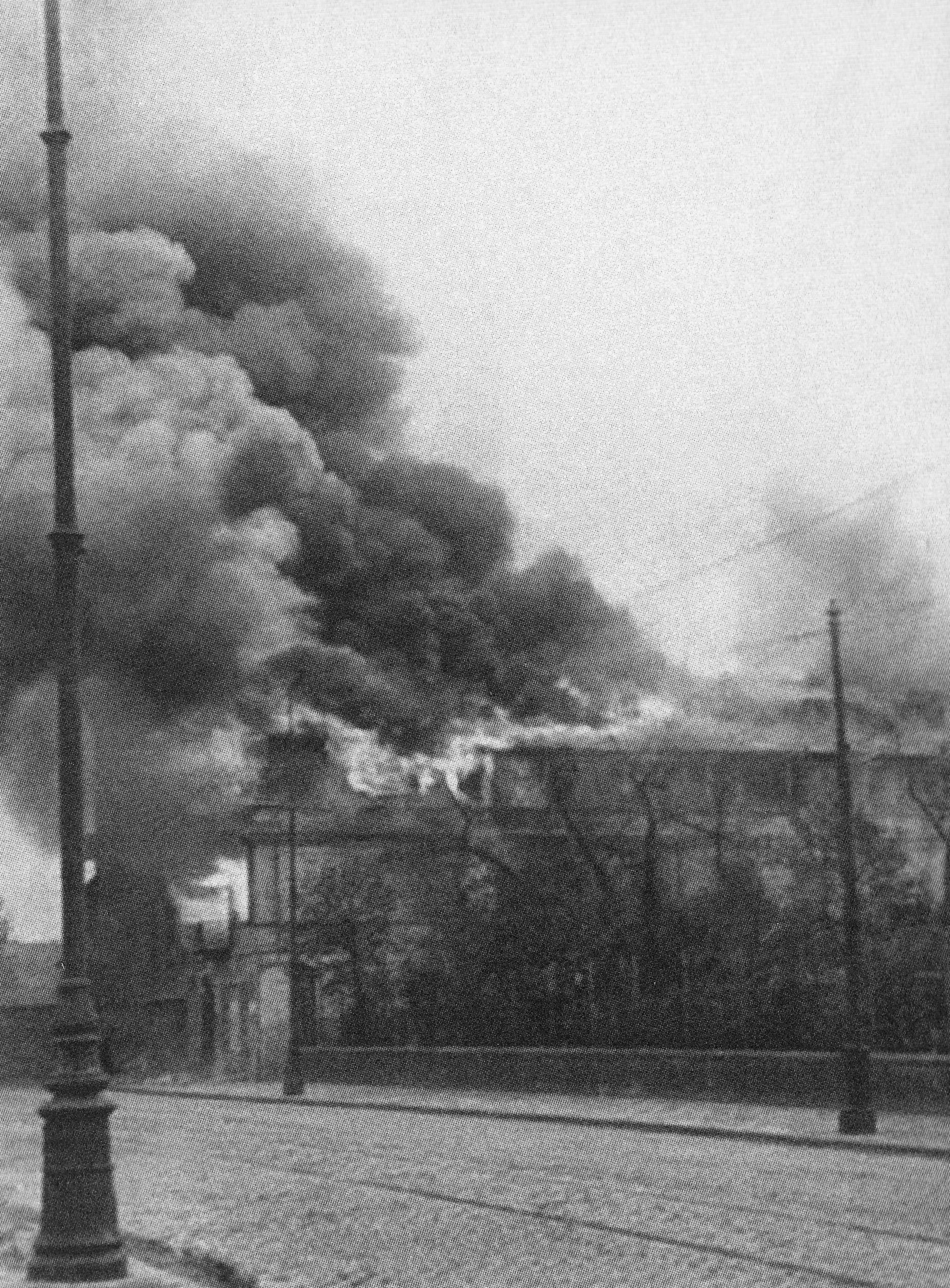
Pożary kamienic przy ul. Nalewki

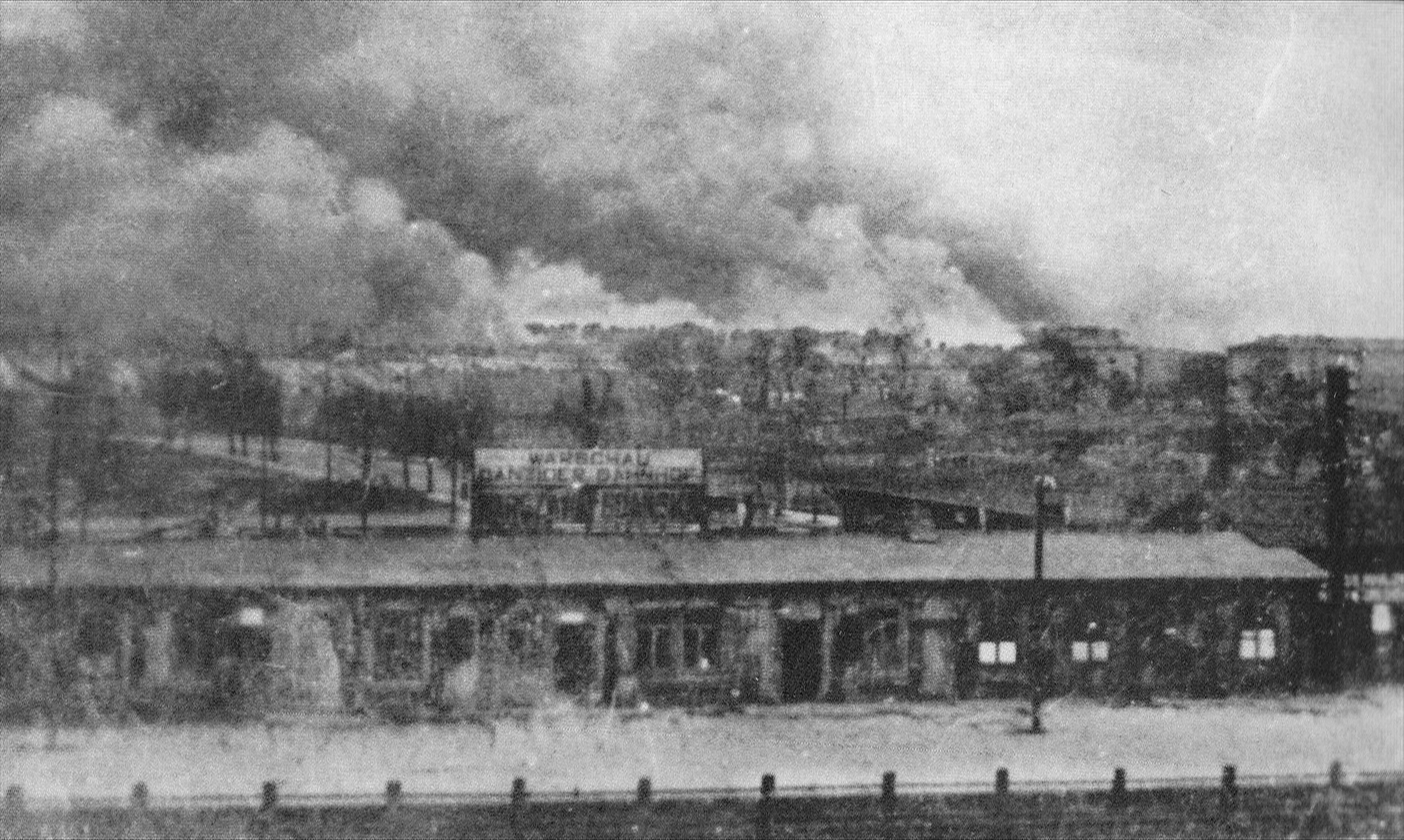
Pożar getta widziany z Żoliborza, na pierwszym planie budynki Dworca Gdańskiego

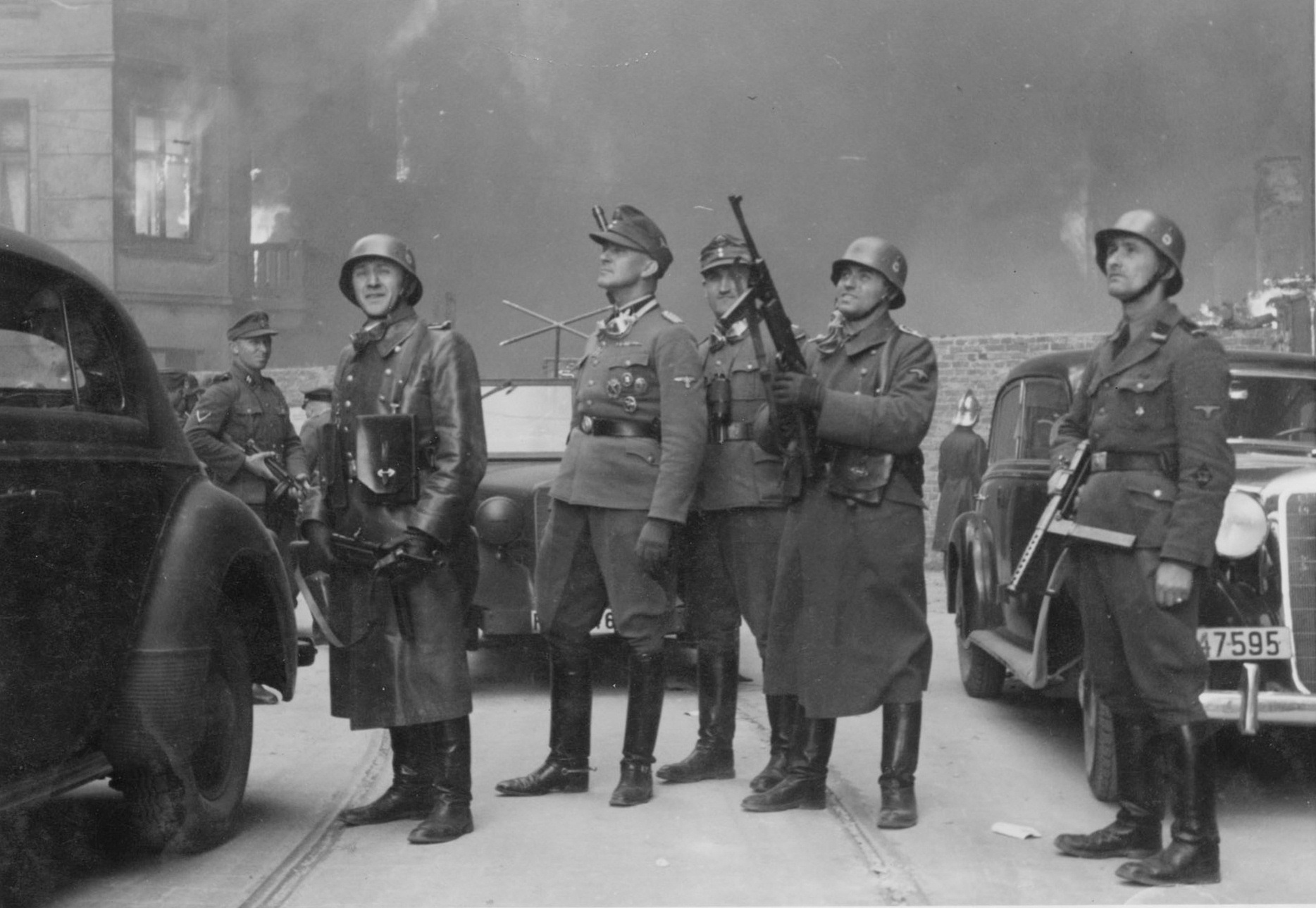
Fotografia z Raportu Stroopa. Oryginalny niemiecki podpis: „Dowódca wielkiej operacji”. Generał SS Jürgen Stroop stoi pośrodku i patrzy do góry; pierwszy od prawej – Josef Blösche

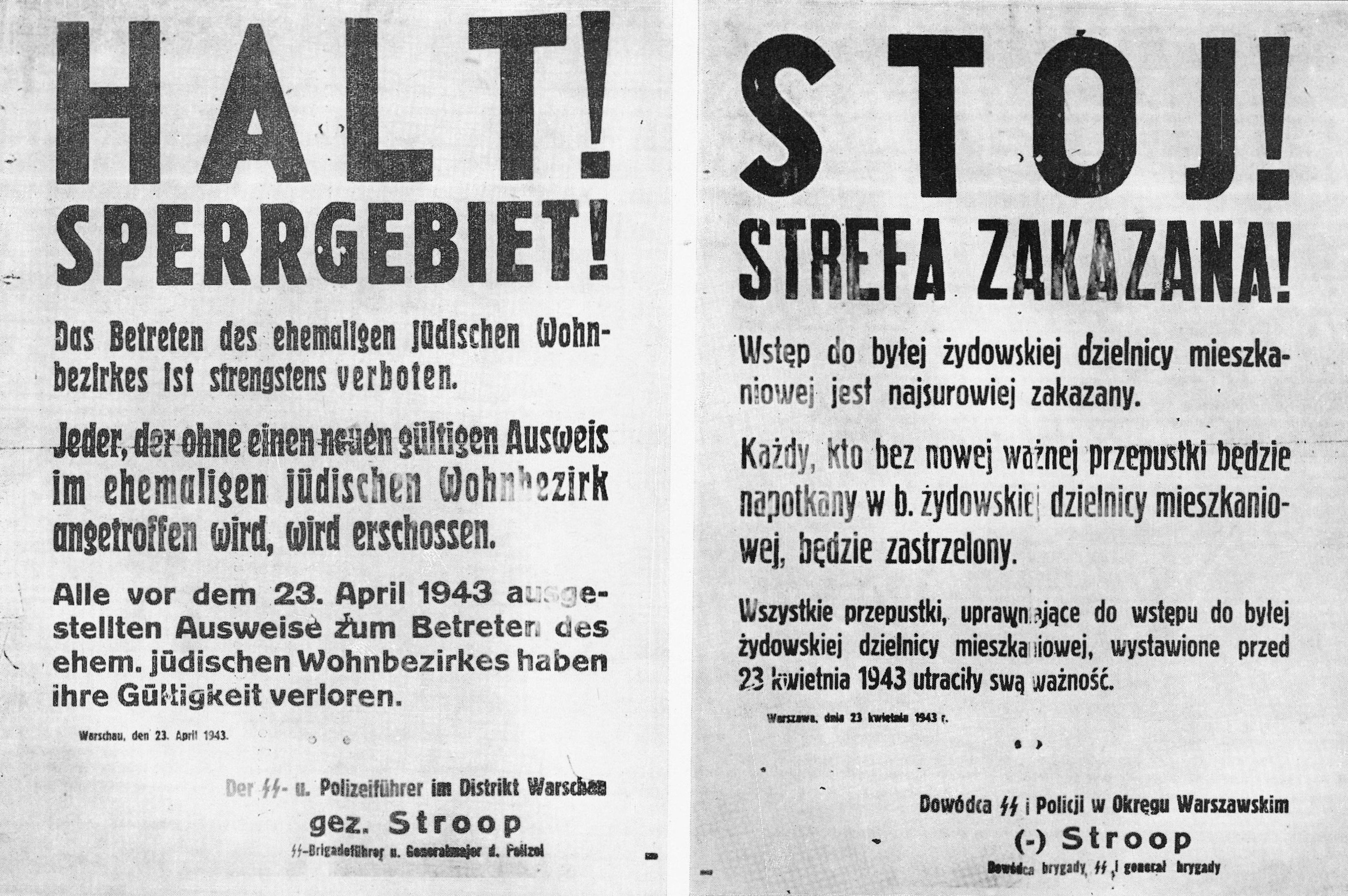
Obwieszczenie z 23 kwietnia 1943 podpisane przez Jürgena Stroopa zakazujące Polakom pod karą śmierci wstępu na teren „byłej żydowskiej dzielnicy mieszkaniowej”

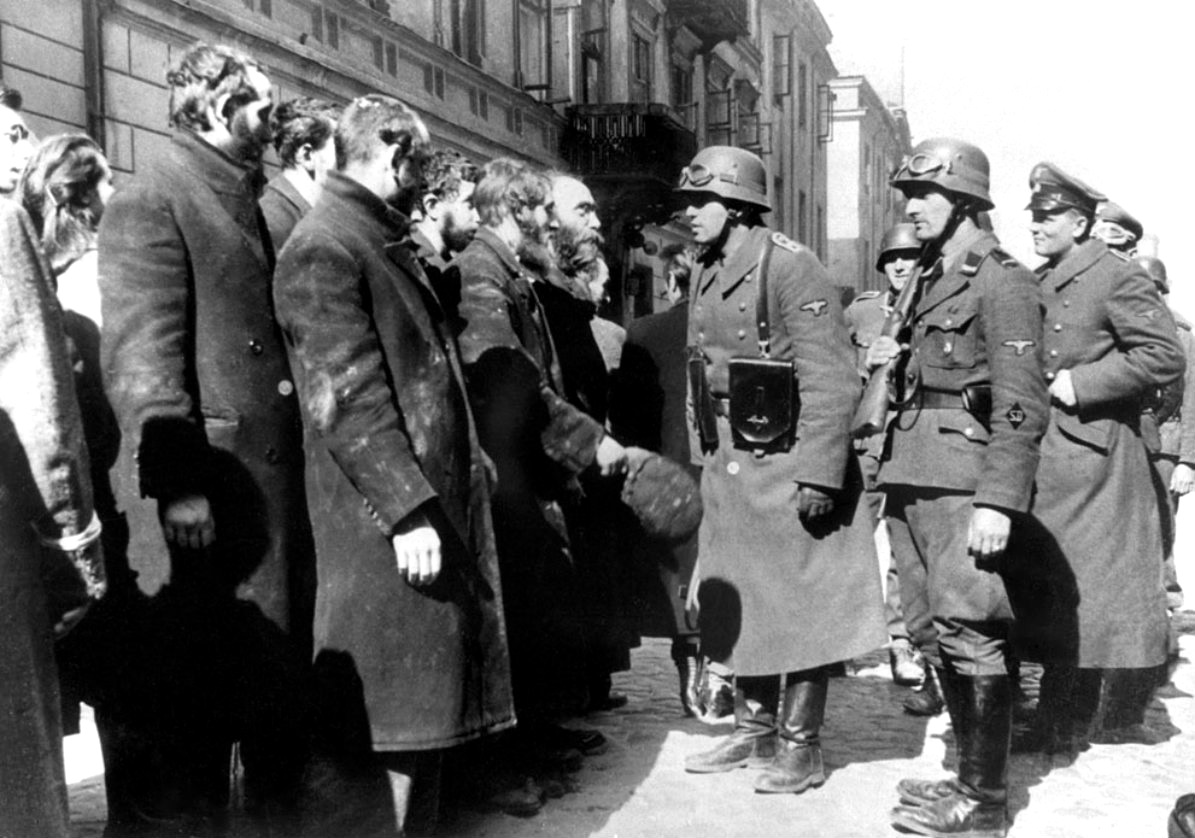
Fotografia z Raportu Stroopa. Oryginalny niemiecki podpis: „Rabini żydowscy”

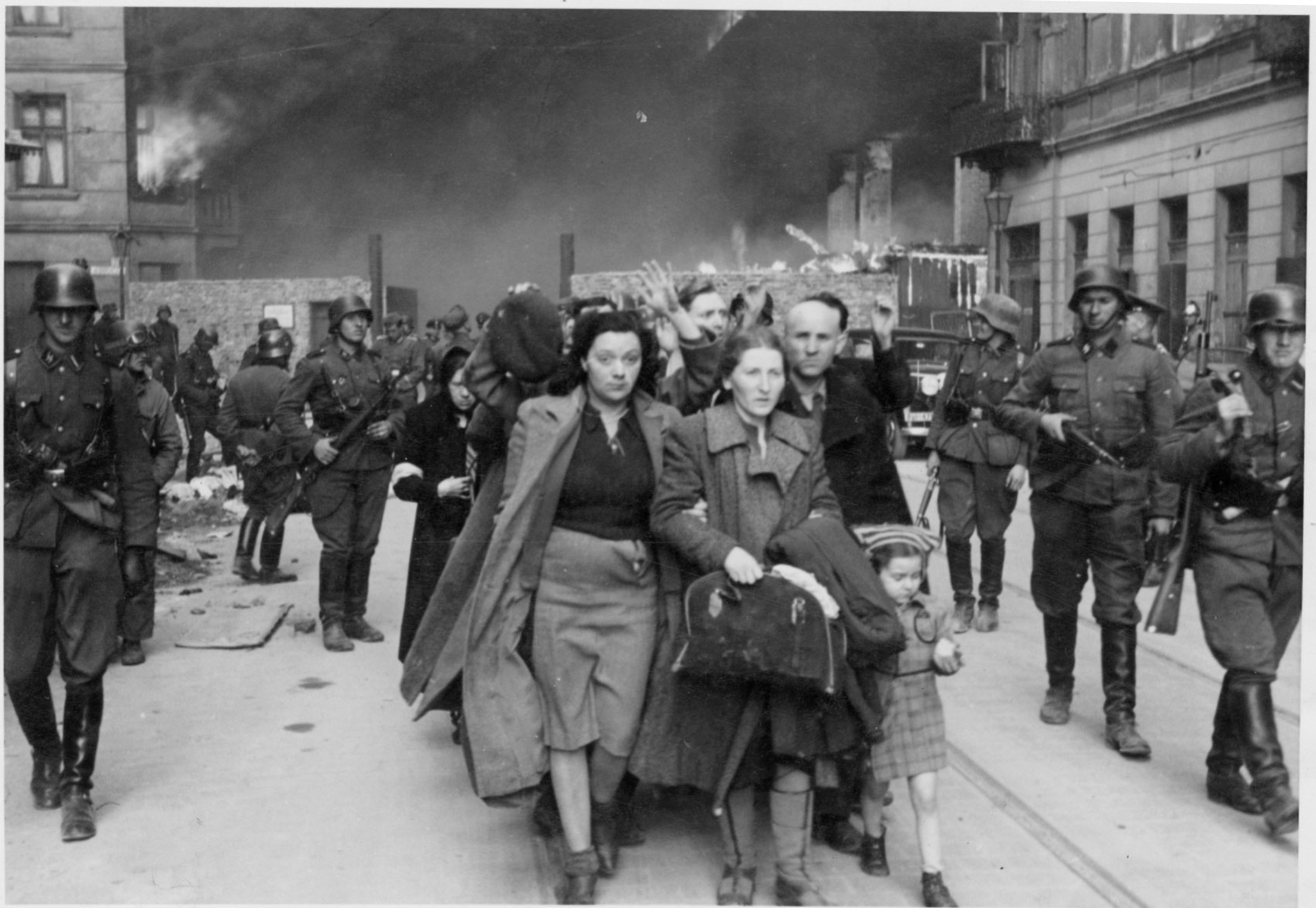
Fotografia z Raportu Stroopa. Oryginalny niemiecki podpis: „Siłą wydobyci z bunkrów”

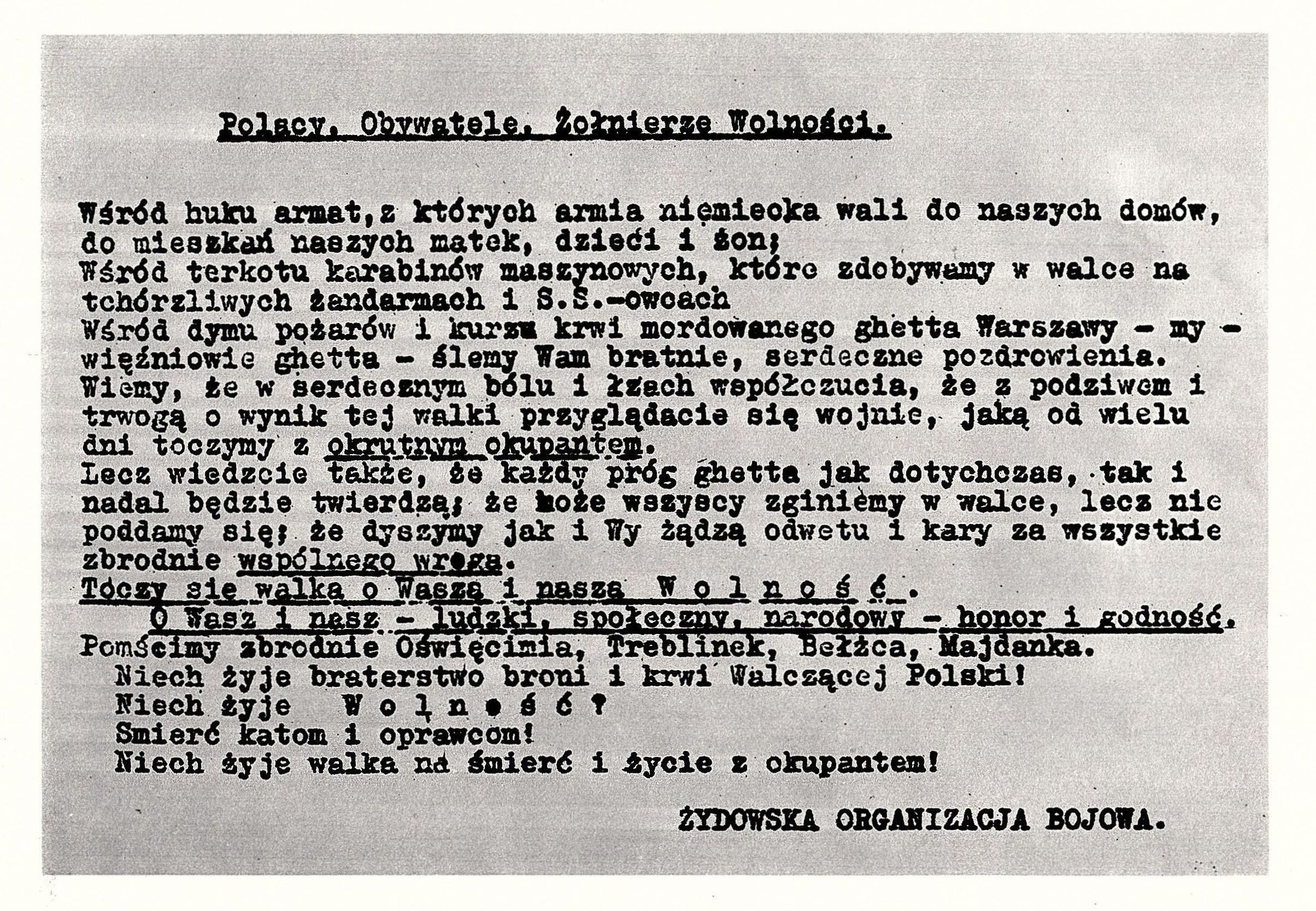
Odezwa Żydowskiej Organizacji Bojowej z 23 kwietnia do mieszkańców Warszawy

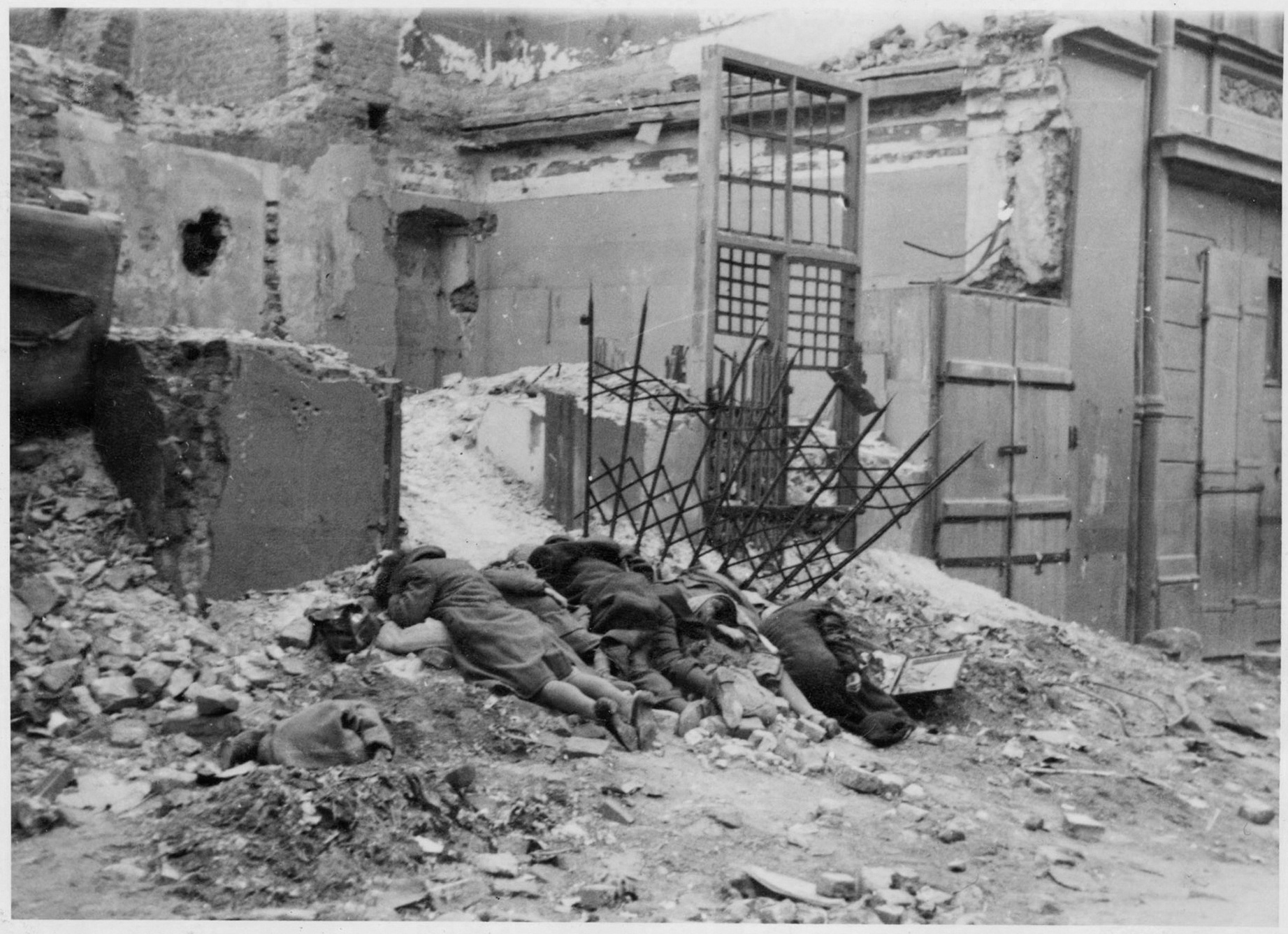
Fotografia z Raportu Stroopa. Oryginalny niemiecki podpis: „Bandyci zgładzeni w walce”

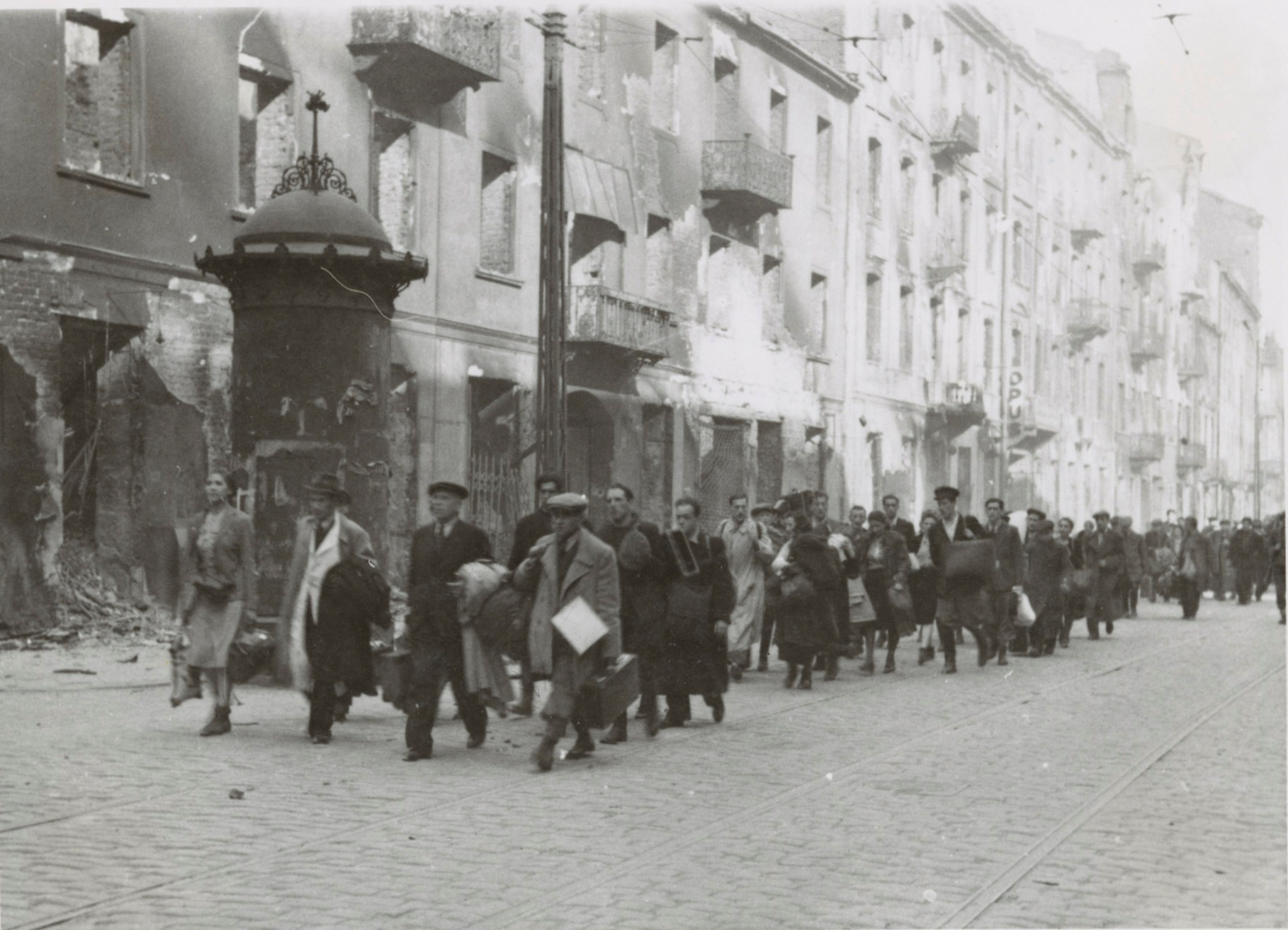
Schwytani Żydzi przy ul. Zamenhofa w drodze na Umschlagplatz

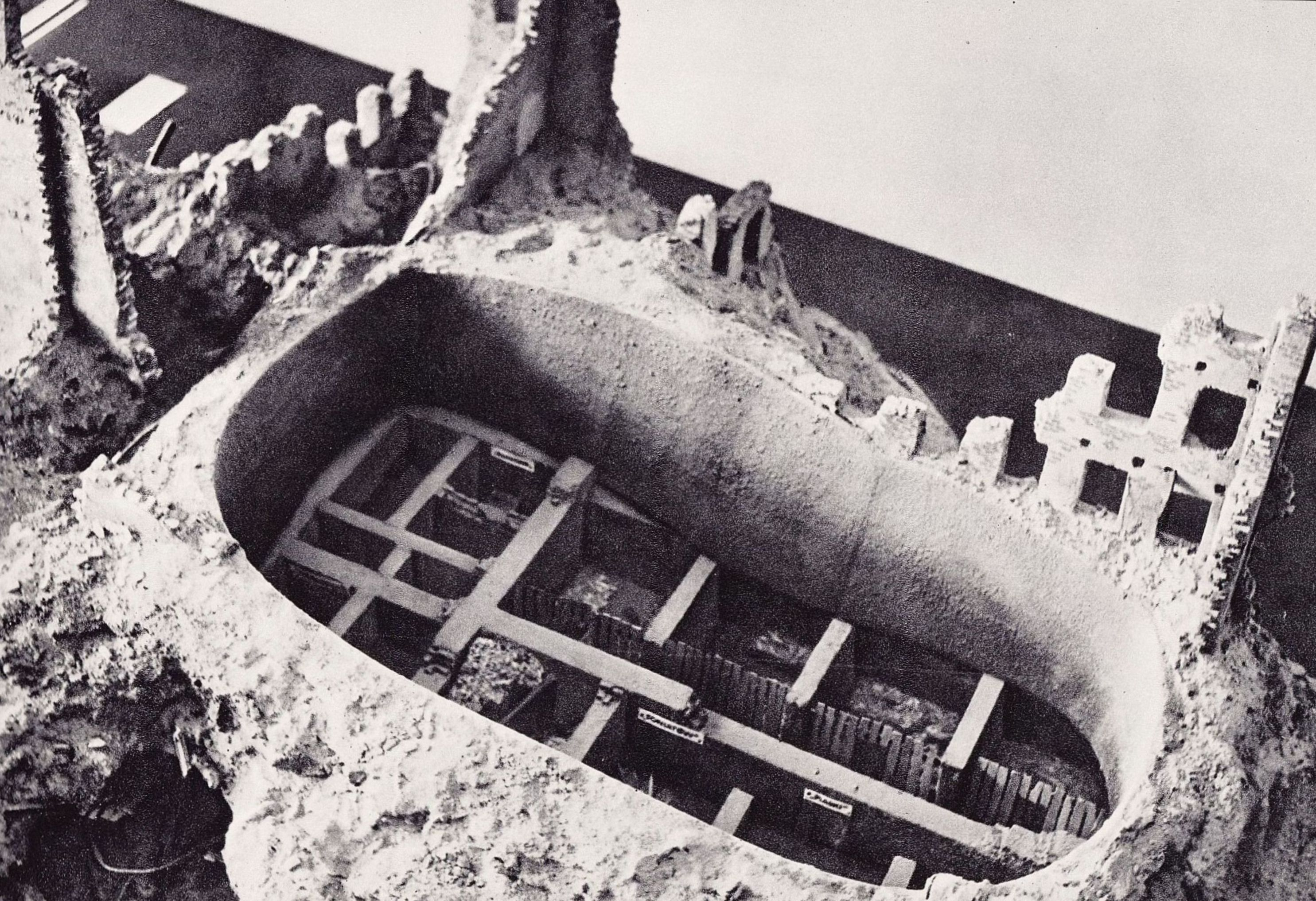
Powojenna rekonstrukcja bunkra ŻOB przy ul. Miłej 18, w którym zginął dowódca powstania Mordechaj Anielewicz

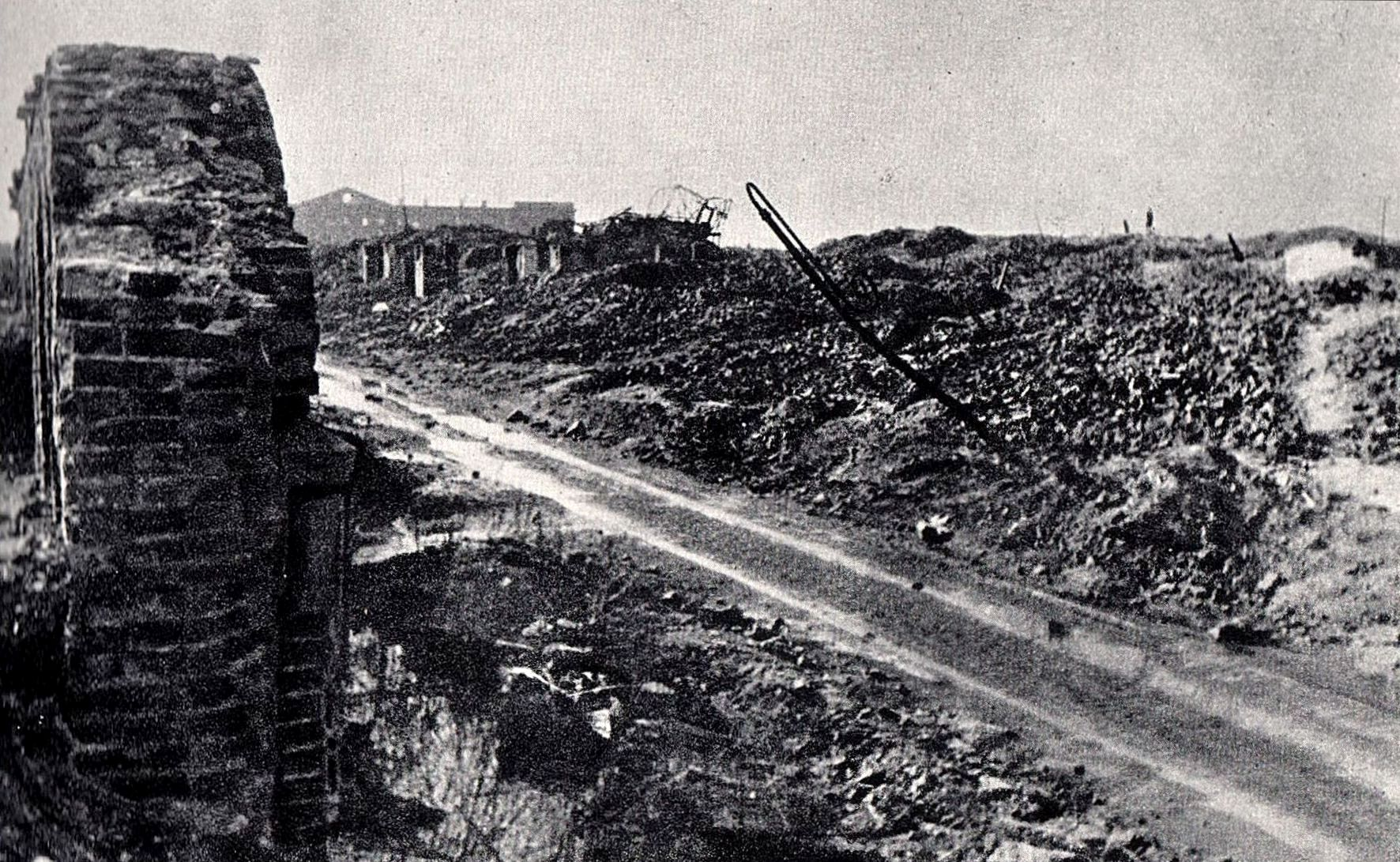
Teren getta po zakończeniu wojny. Ulica Gęsia, widok w kierunku zachodnim. W oddali widoczny wypalony gmach dawnych Koszar Wołyńskich

Powstanie w getcie warszawskim (jid. ‏וואַרשעווער געטאָ־אויפֿשטאַנד‎, Warszewer geto-ojfsztand) – zbrojne wystąpienie żydowskich podziemnych formacji zbrojnych na terenie warszawskiego getta od 19 kwietnia do 16 maja 1943.
Powstanie było pierwszą akcją zbrojną o dużej skali podjętą przez polskie organizacje podziemne przeciwko Niemcom, jak również pierwszym miejskim powstaniem w okupowanej przez Rzeszę Europie. Bezpośrednią przyczyną powstania była decyzja o likwidacji getta warszawskiego podjęta w ramach realizowanego przez Niemców planu zagłady europejskich Żydów.

## Geneza
Getto warszawskie było zamkniętą i otoczoną murem dzielnicą położoną w północno-zachodniej części centralnej Warszawy, w której uwięziono Żydów warszawskich oraz przesiedlonych z gett w innych miejscowościach. Pierwsze mury wokół getta zaczęto wznosić 1 kwietnia 1940. Początkowo uwięziono w nim mieszkańców Warszawy, których według rasistowskich ustaw norymberskich uznano za Żydów. W kolejnych miesiącach do getta przywożono też osoby z innych miejscowości przedwojennej Rzeczypospolitej, terenów włączonych do III Rzeszy (głównie z Łodzi i rejencji ciechanowskiej), a także innych krajów europejskich. W jego obrębie do marca 1941 roku zgromadzono ok. 460 tys. osób. Tym samym getto osiągnęło gęstość zaludnienia sięgającą 146 tys. osób na 1 km² – na jedną izbę mieszkalną przypadały 3 osoby. Ogromne przeludnienie związane z deportacjami ludności na teren getta spowodowało tragiczne warunki sanitarne, głód oraz pojawienie się epidemii chorób zakaźnych. Wynikający z tego wzrost liczby zgonów był częścią zaplanowanego ludobójstwa, wykonywanego przez hitlerowców metodami celowego przeludnienia przy jednoczesnym ciągłym zmniejszaniu racji żywnościowych. W okresie od listopada 1940 roku do lipca 1942 roku z głodu i chorób zmarło ok. 100 tys. mieszkańców getta.
22 lipca 1942 Niemcy rozpoczęli wywózki jego mieszkańców do obozu zagłady w Treblince w ramach tzw. akcji „Reinhard”, której celem była fizyczna likwidacja ludności żydowskiej.
Zapowiedziano przesiedlenie ludności getta do obozów pracy poza Warszawą. Kolumny wysiedlonych prowadzone były na Umschlagplatz – kolejowy plac przeładunkowy położony w okolicach dzisiejszej ulicy Stawki, służący pierwotnie do przeładowywania towarów przywożonych ze strony „aryjskiej”. Stamtąd do 21 września 1942 do obozu zagłady w Treblince wywieziono ok. 265–300 tys., czyli ok. 75% mieszkańców getta. Kolejną akcję likwidacyjną przeprowadzono w dniach 18–22 stycznia 1943 (tzw. akcja styczniowa) na rozkaz Heinricha Himmlera, który 9 stycznia 1943 dokonał osobistej inspekcji terenów getta. Wywieziono wtedy do Treblinki ok. 6 tysięcy Żydów. Deportacje te spotkały się z pierwszym oporem zbrojnym żydowskich organizacji bojowych. Pierwsza akcja bojowa została przeprowadzona na rogu ul. Niskiej i Zamenhofa, gdzie bojowcy dowodzeni przez Mordechaja Anielewicza zaatakowali zbrojnie Niemców, prowadzących kolumnę Żydów na Umschlagplatz.
Pierwsze w getcie organizacje polityczne mające za swój cel walkę z hitlerowcami powstały w marcu 1942. Przedstawiciele ugrupowań politycznych takich jak Polska Partia Robotnicza, Poalej Syjon – Lewica, Ha-Szomer Ha-Cair i Dror utworzyli wspólnie Blok Antyfaszystowski, który po pierwszych działaniach eksterminacyjnych dokonanych przez Niemców przekształcił się w Bojowy Blok Antyfaszystowski – zaczątek organizacji wojskowej. Do Bloku początkowo nie przystąpili przedstawiciele Bundu, którzy nie chcieli wówczas współpracować z organizacjami komunistycznymi. Właściwe organizacje bojowe skonsolidowały się po akcji likwidacyjnej, w czasie której hitlerowcy wywieźli większość mieszkańców getta do obozu zagłady w Treblince, i tam zamordowali. W getcie powstała wówczas Żydowska Organizacja Bojowa (ŻOB). Jej członkami byli młodzi działacze ugrupowań lewicowych, do których przyłączyli się też członkowie Bundu. Sztabem ŻOB dowodzili: Mordechaj Anielewicz (dowódca), Icchak Cukierman (zastępca dowódcy, zajmował się sprawami uzbrojenia), Berek Szajndmil, zastąpiony później przez Marka Edelmana (wywiad), Hersz Berliński (planowanie), Johanan Morgenstern (finanse), oraz Michał Rozenfeld. Pod koniec 1942 r. ŻOB liczyła około 600 żołnierzy. Z kolei utworzony w 1939 r. Żydowski Związek Wojskowy (ŻZW) grupował prawicowych działaczy partii Syjonistów-Rewizjonistów i jej młodzieżówki – Bejtaru. Dowództwo ŻZW stanowili Dawid Wdowiński, Michał Strykowski, Leon Rodal, dowódcą wojskowym był Paweł Frenkel. ŻZW liczyła około 250 żołnierzy.
Obie organizacje usiłowały połączyć siły, różnice polityczne okazały się jednak zbyt wielkie, i rozmowy nie przyniosły rezultatu. Ustalono jednak zasady współpracy i podzielono się strefami obrony. Obie organizacje starały się jednocześnie o nawiązanie kontaktu z konspiracją po stronie „aryjskiej”. W listopadzie 1942 działacze żydowscy spotkali się z kurierem rządu polskiego Janem Karskim, który na ich prośbę dwukrotnie wszedł do getta, z czego zdał później raport przed rządem. Delegat ŻOB Izrael Wilner „Arie” nawiązał kontakt z Henrykiem Wolińskim „Wacławem” z Referatu Spraw Żydowskich AK.

## Powstanie w getcie warszawskim
Powstanie wybuchło w momencie rozpoczęcia zarządzonej przez Heinricha Himmlera akcji ostatecznej likwidacji getta, w wigilię żydowskiego święta Pesach, 19 kwietnia 1943, w momencie gdy w tzw. getcie szczątkowym znajdowało się już tylko ok. 50-70 tysięcy Żydów (wobec niemal pół miliona w szczytowym okresie jego zaludnienia).
Powstanie – pierwsze miejskie wystąpienie powstańcze w okupowanej przez Niemców Europie – nie miało militarnych celów strategicznych. Biorąc pod uwagę brak jakichkolwiek szans na powodzenie, stanowiło zbrojną odpowiedź na ludobójstwo, będąc również odwetem na hitlerowcach podjętym przez kilkuset bojowników Żydowskiej Organizacji Bojowej (ŻOB) oraz Żydowskiego Związku Wojskowego (ŻZW). Ze względu na swoją symboliczną wymowę, powstanie w getcie warszawskim uważane jest przez naród żydowski za jedno z najważniejszych wydarzeń w jego historii.

### 19 kwietnia
19 kwietnia 1943 o 6 rano na teren getta wkroczyły niemieckie oddziały wojskowe i policyjne oraz wspierające je kolaboranckie formacje ukraińskie i łotewskie pod dowództwem Ferdinanda von Sammern-Frankenegga. Weszły one z dwóch stron – przez bramę getta przy ulicy Nalewki i przez drugą bramę na skrzyżowaniu ulic Zamenhofa i Gęsiej. Obrońcy zgrupowali się w trzech miejscach: u zbiegu Nalewek i Gęsiej oraz Zamenhofa i Gęsiej (Żydowska Organizacja Bojowa, ŻOB), i przy placu Muranowskim (Żydowski Związek Wojskowy, ŻZW).
Niemcy nacierający od bramy przy Nalewkach zostali zaskoczeni silnym ogniem oddziałów ŻOB, którymi dowodzili Zacharia Artstein, Henryk Zylberberg i Lejb Rotblat. Zostali też obrzuceni granatami i butelkami z benzyną. Starcie przy Nalewkach trwało dwie godziny i zakończyło się zwycięstwem ŻOB. Hitlerowcy ponieśli w nim straty w ludziach i wycofali się za bramę. Krócej trwała walka u zbiegu Zamenhofa i Gęsiej, gdzie żołnierze ŻOB (dowodzili nimi Berl Braude, Aron Bryskin, Mordechaj Growas i Leon Gruzalc) zaatakowali oddział niemiecki poruszający się wozami pancernymi. Dwa pojazdy spłonęły obrzucone granatami i butelkami z benzyną, i po około pół godzinie hitlerowcy wycofali się. Ciężkie walki trwały na placu Muranowskim. Tam oddziały ŻZW ostrzelały z broni maszynowej zbliżające się od strony ul. Nalewki oddziały niemieckie, które przedarły się przez punkt oporu ŻOB na rogu Gęsiej i Nalewek. Niemcy wkrótce wycofali się również i stamtąd.
Po południu tego dnia dowództwo oddziałów niemieckich przejął Jürgen Stroop, i przeorganizował podporządkowane sobie oddziały. Atakujący ustawili działa na placu Krasińskich i rozpoczęli ostrzał getta, po czym ponownie wkroczyli na ulicę Nalewki. Po raz kolejny walki miały miejsce w punkcie oporu ŻOB przy Nalewkach i przy kwaterze ŻZW przy pl. Muranowskim. Hitlerowcy natarli tam na dom przy ul. Muranowskiej 7/9, w którym znajdowała się kwatera główna ŻZW. Dwaj dowódcy ŻZW, Paweł Frenkel i Leon Rodal, w trakcie walk podeszli w przebraniach oficerów SS do zgrupowanego przy pl. Muranowskim oddziału ukraińskiego i zaatakowali go z zaskoczenia, przełamując okrążenie i pozwalając żołnierzom żydowskim na odzyskanie inicjatywy w walce. Ponoszący straty hitlerowcy wycofali się około godziny 21. Zginęło tego dnia od 12 do 100 żołnierzy hitlerowskich (odpowiednio według raportu Stroopa i źródeł żydowskich) oraz 1 żołnierz ŻOB. Hitlerowcy przeszukiwali tego dnia niebronione części getta w poszukiwaniu ludności cywilnej, 580 osób odsyłając do obozów zagłady.
Równocześnie Armia Krajowa w ramach akcji Getto podjęła działania mające wesprzeć żydowskich powstańców – około godziny 19 oddział AK pod dowództwem por. Józefa Pszennego podjął przy ulicy Bonifraterskiej nieudaną próbę wysadzenia muru getta, w wyniku której zginęło kilku Niemców. AK straciło dwóch żołnierzy, a czterech zostało rannych.

### 20 kwietnia
O świcie tego dnia Niemcy ponownie wkroczyli do getta, napotykając silny opór powstańców. Rozpoczęły się walki na terenie tzw. szopu szczotkarzy – niemieckiej fabryki szczotek w kwartale ulic Świętojerskiej, Wałowej, Franciszkańskiej i Bonifraterskiej. Szopu broniło 5 grup ŻOB pod dowództwem Marka Edelmana oraz oddział ŻZW dowodzony przez Chaima Łopatę. Powstańcy zaminowali bramę fabryki przy Wałowej 6, którą następnie wysadzili, zabijając kilkunastu Niemców i raniąc wielu innych. Hitlerowcy wycofali się, po czym próbowali pertraktować z powstańcami, jednak ich propozycje zostały odrzucone. Po południu hitlerowcy znów natarli, tym razem z pomocą wozów pancernych. Zginął wówczas żołnierz ŻOB Michał Klepfisz. Równocześnie trwała obrona pl. Muranowskiego prowadzona przez ŻZW, gdzie na budynku kwatery głównej wywieszono niebiesko-białą flagę żydowską i flagę polską. Walki toczyły się również w rejonie kamienicy przy ul. Miłej 5; po zakończeniu walk powstańcy wycofali się piwnicami.
Niemcy rozpoczęli tego dnia stosowanie taktyki spalonej ziemi, podpalając i niszcząc całe kwartały na terenie getta. Poszukiwali dalej ludności cywilnej, wyłączywszy wcześniej dostawy wody, prądu i gazu w getcie; odnaleźli dalsze 505 osób.
O godzinie 19 na rogu ulic Nowiniarskiej i Franciszkańskiej oddział Gwardii Ludowej dowodzony przez Franciszka Bartoszewicza „Jacka” zaatakował niemiecką obsługę działa i zabezpieczających ich polskich policjantów. GL podjęła też nieudaną próbę zniszczenia muru getta u zbiegu ulic Gęsiej i Okopowej.

### 21 kwietnia
Od rana tego dnia kontynuowane były walki w punktach oporu ŻZW i ŻOB, na Franciszkańskiej, Miłej, pl. Muranowskim i w szopie szczotkarzy. Hitlerowcy zmienili taktykę walki i zaczęli poruszać się po getcie małymi grupami. Stanowili przez to trudniejszy cel dla powstańców, wyposażonych głównie w broń krótką (pistolety) nie pozwalającą na celny ostrzał z dużej odległości. Również i powstańcy zaczęli przemieszczać się pomiędzy budynkami, używając do tego otworów przebitych między strychami, i ostrzeliwali Niemców z dachów. Szop szczotkarzy atakowany był ciężką bronią, za pomocą której hitlerowcy usiłowali wysadzać budynki.
Część żołnierzy ŻZW broniących pl. Muranowskiego postanowiła wydostać się tego dnia z getta, aby zgodnie z wcześniejszym planem przejść do partyzantki w lasach pod Warszawą, i tam dalej walczyć. Przeszli oni wykopanym wcześniej tunelem z pl. Muranowskiego na stronę „aryjską”, skąd umówiony oddział polskiej organizacji podziemnej „Miecz i Pług” miał ich przerzucić do lasu pod Otwockiem. Powstańcy zostali jednak przez „Miecz i Pług” wydani Niemcom, którzy zaatakowali ich na drodze pod Otwockiem. Cały oddział ŻZW zginął tam w walce.

### 22 kwietnia
Najsilniejsze walki tego dnia prowadzone były w dalszym ciągu na placu Muranowskim, bronionym wciąż przez ŻZW. 22 kwietnia na pl. Muranowski przedostała się grupa ŻZW z szopu szczotkarzy, który został ostatecznie zdobyty i zniszczony przez hitlerowców. Powstańcy ŻOB, wobec przeważających sił wroga i jego taktyki palenia całych kwartałów, przenieśli się tego dnia do przygotowanych wcześniej bunkrów, zaopatrzonych w broń i zapasy żywności. Z takich bunkrów ŻOB prowadził ostrzał w rejonie ulicy Miłej. ŻZW bronił się jeszcze przez jakiś czas na pl. Muranowskim, po czym podzielił się na mniejsze oddziały próbując wydostać się z getta.
Liczący 35 osób oddział AK ponownie tego dnia próbował wysadzić mur getta od strony Bonifraterskiej. Żołnierze zostali jednak otoczeni przez Niemców, ujęci i prawdopodobnie rozstrzelani.

### 23 kwietnia – 7 maja
23 kwietnia Żydowska Organizacja Bojowa wydała odezwę do polskiej ludności Warszawy, która była kolportowana po „aryjskiej” stronie:

Polacy, Obywatele, Żołnierze Wolności.
Wśród huku armat, z których armia niemiecka wali do naszych domów, do mieszkań naszych matek, dzieci i żon;
Wśród terkotu karabinów maszynowych, które zdobywamy w walce na tchórzliwych żandarmach i S.S.-owcach;
Wśród dymu pożarów i kurzu krwi mordowanego ghetta Warszawy – my – więźniowie ghetta – ślemy Wam bratnie serdeczne pozdrowienia.
Wiemy, że w serdecznym bólu i łzach współczucia, że z podziwem i trwogą o wynik tej walki przyglądacie się wojnie, jaką od wielu dni toczymy z okrutnym okupantem.
Lecz wiedzcie także, że każdy próg ghetta, jak dotychczas, tak i nadal będzie twierdzą, że może wszyscy zginiemy w walce, lecz nie poddamy się; że dyszymy, jak i Wy żądzą odwetu i kary za wszystkie zbrodnie wspólnego wroga.
Toczy się walka o Waszą i naszą Wolność.
O Wasz i nasz – ludzki, społeczny, narodowy – honor i godność.
Pomścimy zbrodnie Oświęcimia, Treblinek, Bełżca, Majdanka.
Niech żyje braterstwo broni i krwi walczącej Polski!
Niech żyje Wolność!
Śmierć katom i oprawcom!
Niech żyje walka na śmierć i życie z okupantem!

Żydowska Organizacja Bojowa

Tego samego dnia generał Jürgen Stroop wydał Polakom zakaz wstępu na teren getta, unieważniając wszystkie przepustki wystawione przed 23 kwietnia. Każdy, kto bez ważnej nowej przepustki znalazłby się na terenie „byłej żydowskiej dzielnicy mieszkaniowej”, miał zostać zastrzelony.
Po 23 kwietnia załamała się linia frontu wyznaczona wcześniej przez żydowskich powstańców. 23 lub 24 kwietnia grupa partyzantów ŻZW zniszczyła cały oddział hitlerowski na ul. Leszno. ŻOB prowadziła walki partyzanckie z bunkrów na Franciszkańskiej i z głównego bunkra przy ul. Miłej 19. Na Franciszkańskiej miały miejsce zacięte walki 1 i 2 maja, bronili się tam powstańcy walczący wcześniej w szopie szczotkarzy.
23 kwietnia miała miejsce kolejna próba wysadzenia przez AK murów getta przez grupę mjr. Jerzego Lewińskiego u zbiegu ul. Okopowej i Pawiej. 5 maja Naczelny Wódz Polskich Sił Zbrojnych i premier Rządu na Uchodźstwie gen. Władysław Sikorski przez radio BBC zaapelował do rodaków w kraju o pomoc dla Żydów: „W połowie kwietnia o 4 rano Niemcy przystąpili do likwidacji getta warszawskiego. Zamknęli resztki Żydów kordonem policji, wjechali do środka czołgami i samochodami pancernymi i prowadzą swe dzieło niszczycielskie. Od tego czasu walka trwa. Wybuchy bomb, strzały, pożary trwają dzień i noc. Dokonuje się największa zbrodnia w dziejach ludzkości. Wiemy, że pomagacie umęczonym Żydom jak możecie. Dziękuję Wam rodacy w imieniu własnym i rządu. Proszę Was o udzielenie im wszelkiej pomocy w imieniu własnym i rządu. Proszę Was o udzielenie im wszelkiej pomocy, a równocześnie tępienie tego strasznego okrucieństwa”. Przemówienie to zostało wydrukowane przez Radę Pomocy Żydom w nakładzie 25 tys. egz. i w maju rozlepiane było na murach oraz kolportowane wśród ludności poza gettem.
Akcje wysadzenia murów przeprowadzone przez AK nie powiodły się z powodu dużych niemieckich sił rozlokowanych wokół getta. Od 23 kwietnia Kedyw zmienił strategię i rozpoczął akcję atakowania niemieckich posterunków rozlokowanych wokół murów.
„Od 24 kwietnia codzienna akcja patroli na Niemców przy getcie, celem zadania strat Niemcom oraz szkolenia oddziałów własnych. Dotychczas akcje bez strat własnych. Straty Niemców codziennie kilku”. – „Sprawozdanie Kedywu Okręgu Warszawskiego Armii Krajowej za miesiąc kwiecień 1943 roku”.
25 kwietnia pozostałe w getcie oddziały ŻZW podjęły decyzję o wyjściu na stronę „aryjską”. Pierwsza grupa bojowców pod dowództwem Pawła Frenkla wydostała się z getta podkopem na pl. Muranowskim, po czym zatrzymała się w mieszkaniu przy ul. Grzybowskiej 11-13. Kolejna grupa, licząca 36 powstańców, wyszła w okolicach ul. Leszno, po czym próbowała dostać się do lasów pod Otwockiem. W Michalinie, wsi pod Józefowem w powiecie otwockim, została wykryta przez niemiecką żandarmerię. Wywiązała się walka, w której część żołnierzy ŻZW zginęła, a części udało się wrócić do Warszawy i dołączyć do towarzyszy przebywających przy ul. Grzybowskiej. 2 maja pojawiła się tam też grupa broniąca się wcześniej w szopie Toebbensa. Działając z mieszkania na Grzybowskiej, bojowcy organizowali wypady do getta próbując ratować uwięzioną tam ludność cywilną. W czasie jednego z takich wypadów, 6 maja zginął w walce dowódca ŻZW Leon Rodal i duża część jego oddziału.

### 8–16 maja
Około 300 powstańców ŻOB wraz z dowództwem zgromadziło się w bunkrze przy ul. Miłej 18, skąd prowadzili oni akcje bojowe. Bunkier ten zbudowała i zarządzała nim banda przemytników dowodzona przez Szmula Oszera, która przyjęła powstańców i oddała im do dyspozycji pomieszczenia bunkra, jak również pomagała w działaniach przeciwko hitlerowcom. Miejsce to było świetnie zaopatrzone – miało wodociągi, prąd, kanalizację, kuchnię, prowadziło do niego 6 wejść. 8 maja Niemcy odkryli i otoczyli bunkier, po czym wezwali Żydów do wyjścia. Ludność cywilna opuściła bunkier, powstańcy natomiast zostali w środku. Hitlerowcy wpuścili do środka gaz. Powstańcy, wobec niemożności obrony lub wycofania się, postanowili zginąć śmiercią samobójczą – zginęło około 120 osób, m.in. dowódca powstania Mordechaj Anielewicz. Nielicznej grupie udało się opuścić bunkier przez jedyne nieodkryte przez Niemców wyjście (byli to m.in. Tosia Altman, Pnina Zalcman, Jehuda Węgrower i Menachem Bigelman). Część grupy (m.in. Cywia Lubetkin) znajdowała się w momencie ataku Niemców poza bunkrem i ocalała.
Przed 6 maja ŻOB wysłała poza getto Symchę Ratajzera, który miał zorganizować sposób ewakuacji ocalałych powstańców ŻOB. Ratajzer nawiązał kontakt z przedstawicielem ŻOB po stronie „aryjskiej” Icchakiem Cukiermanem. Próby uzyskania pomocy od Armii Krajowej nie doszły do skutku, w zorganizowaniu akcji pomógł natomiast członek Gwardii Ludowej Władysław Gaik „Krzaczek”. Wysłano do getta łączników, którzy mieli odnaleźć ocalałe grupy powstańców, jednak przez długi czas nie udawało się jednak nikogo zlokalizować. W końcu, 8 maja w nocy Symcha Ratajzer odnalazł ocalałych przy ulicy Franciszkańskiej 22. Około 50 osób, w tym bojowcy (m.in. Marek Edelman i Cywia Lubetkin) i cywile, zeszło tej nocy do kanałów, którymi dwóch współpracujących z GL polskich kanalarzy, Wacław Śledziewski i Czesław Wojciechowski, wyprowadziło tę grupę poza getto, na ul. Prostą. Tam grupa oczekiwała w kanale przez 48 godzin na zorganizowanie transportu. Ostatecznie 10 maja o 10 rano nadjechała ciężarówka, która zabrała 40 osób poza Warszawę, do lasu pod Łomiankami. Części oczekujących nie udało się wyjść na czas i pozostali w kanale. Gdy po pewnym czasie próbowali wyjść na powierzchnię i ukryć się w ruinach, zostali zadenuncjowani przez przechodnia Niemcom i zginęli.
Znaczna część ocalałych powstańców skierowała się do oddziałów leśnych poza miastem, przede wszystkim formując ok. 60-osobowy żydowski oddział partyzancki GL im. Mordechaja Anielewicza (zwany też Oddziałem im. Obrońców Getta) w lesie Fidest koło Wyszkowa, zasilany następnie przez zbiegów z pobliskiego obozu dla jeńców z Armii Czerwonej. Został on jednak wkrótce rozbity, a następnie prawie całkowicie wyniszczony w walkach z Wehrmachtem i żandarmerią niemiecką oraz z partyzantką NSZ. Gdy w sierpniu 1944 Batalion „Zośka” wyzwolił obóz na Gęsiówce, wśród ponad 300 uwolnionych więźniów znaleźli się uczestnicy powstania w getcie (Dawid Goldman, Henryk Lederman i Henryk Poznański). Wszyscy trzej wstąpili w szeregi AK i zginęli w powstaniu warszawskim.
Grupa powstańców ŻZW ukryta w kamienicy przy ul. Grzybowskiej działała do 19 czerwca, kiedy mieszkanie zostało zdradzone Niemcom przez członka organizacji „Miecz i Pług”. Otoczeni przez hitlerowców, powstańcy dowodzeni przez Pawła Frenkla bronili się przez cały dzień, a po wyczerpaniu amunicji zginęli śmiercią samobójczą wysadzając bunkier w powietrze.
13 maja w geście protestu przeciwko obojętności świata wobec wydarzeń w Warszawie, popełnił w Londynie samobójstwo polityk Bundu Szmul Zygielbojm. 16 maja Jürgen Stroop nakazał wysadzenie Wielkiej Synagogi na ul. Tłomackie, pisząc później w swoim raporcie: Była żydowska dzielnica mieszkaniowa przestała istnieć! Niemcy ogłosili stłumienie powstania, chociaż sporadyczne walki ustały dopiero w czerwcu 1943 roku. Wzięci do niewoli powstańcy oraz ludność cywilna zostali wymordowani na miejscu lub wywiezieni do obozów w Treblince, do obozu przejściowego na lotnisku w Lublinie, a stamtąd do obozu na Majdanku, Budzyniu, Dorohuczy, a także do obozów w Poniatowej i Trawnikach. Cały teren dzielnicy żydowskiej metodycznie spalono i zrównano z ziemią. Ostatni cywilni mieszkańcy getta ukrywali się na jego terenie do 1944 roku (zob. też Robinsonowie warszawscy).

## Siły i straty powstańców
Siły powstańcze składały się najprawdopodobniej z około 1000-1500 słabo uzbrojonych bojowników: ok. 220-800 z ŻOB (w tym wiele kobiet) i 150-400 z ŻZW (tylko mężczyzn) oraz nieznana liczba (kilkuset) powstańców w innych, luźnych grupach, niepowiązanych z tymi organizacjami (w tym członków działających w getcie grup o charakterze przestępczym).
Potajemnie utworzone w 1942 przez mieszkańców getta ukryte schrony (zwane bunkrami) i umocnienia okazały się wyjątkowo przydatne w działaniach powstańczych. Najlepiej rozbudowane powstały w rejonie ul. Miłej, na Nowolipiu, Lesznie, Świętojerskiej i Franciszkańskiej.
Nie istnieją pewne dane o stratach powstańców i liczbie ofiar likwidacji getta wiosną 1943. Według danych hitlerowskich, świadomie zawyżanych przez autorów raportu Stroopa, w walce zginęło ok. 6000 Żydów, 56 065 osób znajdowało się w wykrytych i zlikwidowanych bunkrach, z tej liczby 7000 zamordowano na miejscu, 6900 wysłano do Treblinki, a około 36 000 do innych obozów. Dane te są wyższe od liczby osób mających pozwolenie na mieszkanie i pracę w getcie, która w kwietniu 1943 wynosiła ok. 40 000 osób, jednak znaczna liczba osób przebywała na jego terenie nieoficjalnie. W trakcie tłumienia powstania hitlerowcy dopuszczali się wielu okrucieństw i zbrodni na mieszkańcach getta oraz przeprowadzali liczne masowe egzekucje.

## Siły i straty niemieckie
Siły niemieckie zaangażowane w stłumienie powstania liczyły ok. 2000 ludzi, w tym 830 grenadierów pancernych i kawalerzystów SS, 234 żandarmów (bataliony 1 i 3 z 22 pułku Ordnungspolizei, SD i Gestapo), 59 żołnierzy lekkiej artylerii przeciwlotniczej i saperów Wehrmachtu (wydzielone oddziały z batalionu saperów pociągów pancernych i 14 rezerwowego batalionu saperów), 337 żołnierzy z litewskich i łotewskich policyjnych oddziałów pomocniczych (tzw. Askaris) oraz części szkoleniowego batalionu ukraińskiego z obozu w Trawnikach. W likwidacji getta uczestniczyło też 367 funkcjonariuszy polskiej Policji Generalnego Gubernatorstwa, którzy tworzyli kordon wokół murów getta. Zabezpieczenie techniczne stanowiła m.in. złożona z Polaków warszawska straż pożarna w sile jednej kompanii.
Ogółem, według danych oficjalnych (raport Stroopa), w walkach uczestniczyło średnio ok. 2054 żołnierzy i 36 oficerów dziennie (nie wliczając 3 batalionu 23 pułku Ordnungspolizei, który dosłany został pod koniec walk). Według szacunków AK, siły niemieckie stanowiło zmotoryzowane zgrupowanie ok. 5000 ludzi uzbrojonych w broń ręczną i maszynową oraz co najmniej 15 samochodów pancernych, wspieranych przez pewną liczbę armat polowych, dział przeciwpancernych, działek przeciwlotniczych i moździerzy.
Niemcy dysponowali uzbrojonymi pojazdami pancernymi i bronią chemiczną. Wobec schronów, „bunkrów” i kryjówek, Niemcy używali świec dymnych i gazu łzawiącego oraz ładunków wybuchowych. Jürgen Stroop, osobiście wydał rozkaz walczenia z Żydami ogniem – żołnierzy niemieckich zaopatrzono w miotacze ognia, nakazując im systematyczne podpalanie wszystkich budynków w dzielnicy.
Liczba zabitych po stronie niemieckiej jest trudna do oszacowania z powodu rozbieżnych danych. Raport Stroopa podaje liczbę 16 zabitych i 85 rannych, wymienionych z nazwiska (w tym kilku granatowych policjantów) – dane te są zaniżone. Polska prasa podziemna podawała liczbę 86 zabitych i 420 rannych hitlerowców. Kilka pojazdów zostało poważnie uszkodzonych przez butelki zapalające i granaty, w tym gąsienicowy pojazd opancerzony produkcji francuskiej Lorraine 38L(f) i dwa samochody pancerne (jeden z zamontowanym działkiem przeciwlotniczym). Według niektórych relacji powstańczych, na terenie getta także zniszczono pojazdy całkowicie (np. transportową ciężarówkę, na którą zrzucony miał być z okna improwizowany ładunek wybuchowy), o czym nie wspomina raport Stroopa.

## Pomoc polskiego podziemia dla powstańców getta

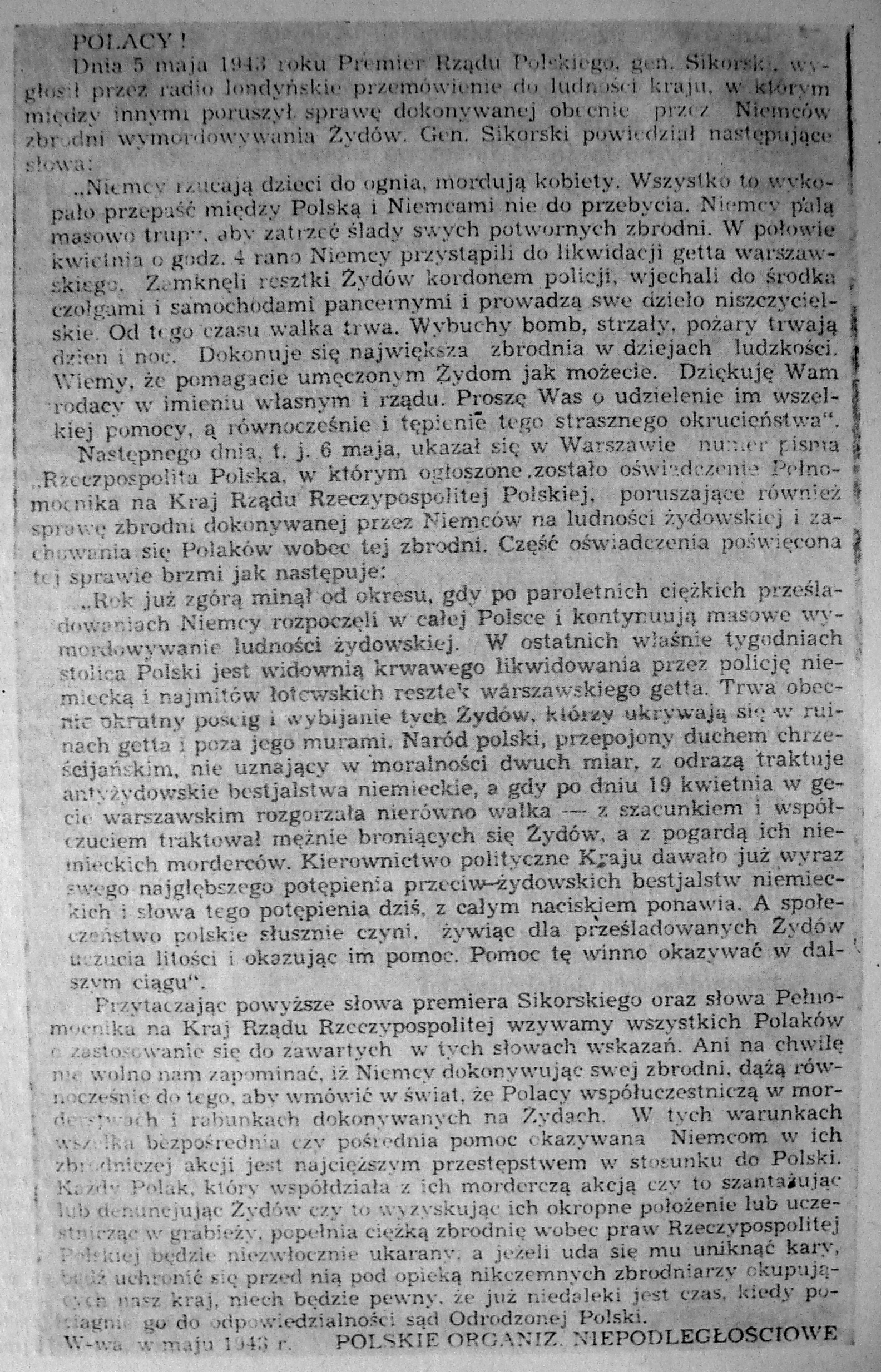
Ulotka Żegoty wydrukowana w maju 1943 roku w czasie powstania w Getcie z apelem gen. Władysława Sikorskiego o pomoc Żydom

Po utworzeniu militarnych organizacji w getcie na wiosnę 1942, zarówno ŻOB, jak i ŻZW próbowały nawiązać kontakt z podziemiem polskim po stronie „aryjskiej”, w celu współpracy konspiracyjnej i wojskowej. Delegat ŻOB Izrael Wilner „Arie” nawiązał kontakt z Henrykiem Wolińskim „Wacławem” z Referatu Spraw Żydowskich AK. Armia Krajowa wyraziła chęć prowadzenia rozmów z organizacjami żydowskimi jako całością, nie zaś z poszczególnymi grupami. Próby zjednoczenia ŻOB i ŻZW nie doszły jednak do skutku – dowódcy ŻOB, jako organizacji większej, próbowali podporządkować sobie ŻZW proponując przyjęcie do organizacji poszczególnych żołnierzy, nie zaś całego ugrupowania, na co ŻZW nie mógł się zgodzić. W rezultacie ŻZW nie został włączony do rozmów z AK, i nie był przez Armię Krajową uznawany za stronę. ŻZW nawiązał własne kontakty z polskim podziemiem, z ominięciem jego centralnych władz. Charakter tych kontaktów pozostaje do dziś niejasny, gdyż odbywały się one w trybie nieoficjalnym. Nie zachowały się też żadne dokumenty dotyczące tej współpracy.
11 listopada 1942 komendant główny AK, gen. Stefan Rowecki „Grot”, zaaprobował działalność ŻOB i obiecał pomoc w szkoleniu wojskowym i w dostawach broni. Pomoc ta była początkowo niewielka – ŻOB przekazano 10 pistoletów i niewielką ilość amunicji, dostarczono też technologie wytwarzania broni i budowy schronów. Pomoc zwiększyła się po udanej akcji oporu w getcie w styczniu 1943. Po wybuchu samego powstania AK wsparła powstańców serią niewielkich akcji zbrojnych podejmowanych spoza getta. Podjęto serię ataków na posterunki hitlerowskie położone wokół murów, znaną jako Akcja Getto. Podobne ataki podejmowała też Gwardia Ludowa (GL), a także, na mniejszą skalę – Socjalistyczna Organizacja Bojowa (SOB) oraz Polska Ludowa Akcja Niepodległościowa (PLAN).

### Dostawy broni
Przed pierwszą akcją zbrojną przed powstaniem, w styczniu 1943, Armia Krajowa dostarczyła powstańcom żydowskim z ŻOB nieodpłatnie niewielką liczbę pistoletów – 10 sztuk. Po udanej akcji obronnej, która zmieniła podejście dowództwa AK do powstańców, bojownicy żydowscy otrzymali od AK większą partię uzbrojenia – 50 pistoletów, 50 granatów i 2 kg materiałów wybuchowych. Żydzi otrzymali dodatkowo instrukcje dotyczące sabotażu, sporządzania butelek zapalających oraz konstrukcji bomb i granatów ręcznych z dostarczonych materiałów. Poinstruowano ich też, w jaki sposób buduje się fortyfikacje. Na temat zaopatrzenia ŻOB w broń przez Armię Krajową wypowiedział się jego dowódca Marek Edelman: „Pod koniec grudnia 1942 roku otrzymaliśmy nasz pierwszy transport broni od Armii Krajowej. Nie było tego wiele, tylko 10 pistoletów. Niemniej umożliwiło to naszą pierwszą akcję zbrojną. [...] Pod koniec stycznia 1943 r. otrzymaliśmy pięćdziesiąt większych pistoletów i pięćdziesiąt pięć granatów od Komendy Głównej AK. [...] W marcu 1943 każdy z naszych partyzantów miał pistolet i 10–15 sztuk amunicji, 4–5 granatów i tyle samo butelek zapalających. Dwa lub trzy karabiny przydzielone były do każdej sekcji dzielnicowej. Mieliśmy jeden tylko karabin maszynowy”.

### Sprzedaż broni
Osobną częścią zaopatrzenia żydowskich powstańców była broń kupowana od podziemnych organizacji poza gettem, i na tzw. czarnym rynku. Broń kupowały zarówno ŻOB, jak i ŻZW – ten ostatni, dzięki szerokim kontaktom poza gettem i skutecznej akcji zbierania funduszy, zdołał zebrać wystarczający arsenał broni. ŻZW otrzymać miał od Korpusu Bezpieczeństwa (powiązana z AK organizacja bojowa) nawet 15 karabinów maszynowych, 20 pistoletów maszynowych, ponad 40 karabinów i 170 pistoletów, 1000 granatów oraz amunicję. Te ostatnie liczby wydają się być bardzo przesadzone, jako że zwykle ocenia się np. prawdopodobną liczbę wszystkich karabinów maszynowych w posiadaniu ŻZW na zaledwie 1 do 8, a najczęściej 2 lub 3. Niemniej, ŻZW był w dniu powstania wyposażony w broń dużo lepiej niż ŻOB. Potwierdza to relacja historyka getta Emanuela Ringelbluma, który odwiedził ich kwaterę na placu Muranowskim i był pod dużym wrażeniem zgromadzonego przez nich arsenału. Pisał on w kronice getta: „Oglądałem arsenał broni ŻZW. Lokal mieścił się w domu niezamieszkanym, tzw. dzikim, przy ul. Muranowskiej nr 7, w sześciopokojowym lokalu na pierwszym piętrze.(...). W dużych salach były zawieszone na wieszakach rozmaite rodzaje broni, a więc karabiny maszynowe ręczne, karabiny, rewolwery najrozmaitszego gatunku, granaty ręczne, torby z amunicją, mundury niemieckie intensywnie wyzyskane podczas akcji kwietniowej itp.(...) W czasie mojej obecności dokonano u byłego oficera armii polskiej zakupu broni na ćwierć miliona złotych, na co dano zaliczkę w wysokości 50 000 zł. Zakupiono 2 karabiny maszynowe po 40 000 zł każdy, większą ilość granatów ręcznych i broni”.
ŻOB była słabo uzbrojona w stosunku do swoich potrzeb, mimo że również kupowała dużą część swojego uzbrojenia. Organizacja konspiracyjna PLAN miała sprzedać powstańcom jeden ciężki karabin maszynowy, kilkanaście sztuk broni długiej, kilkadziesiąt pistoletów, granaty i amunicję, natomiast inne organizacje po kilkadziesiąt pistoletów i granatów. Łączność i zaopatrzenie utrzymywano podkopami podziemnymi pod murem.

### Akcje bojowe

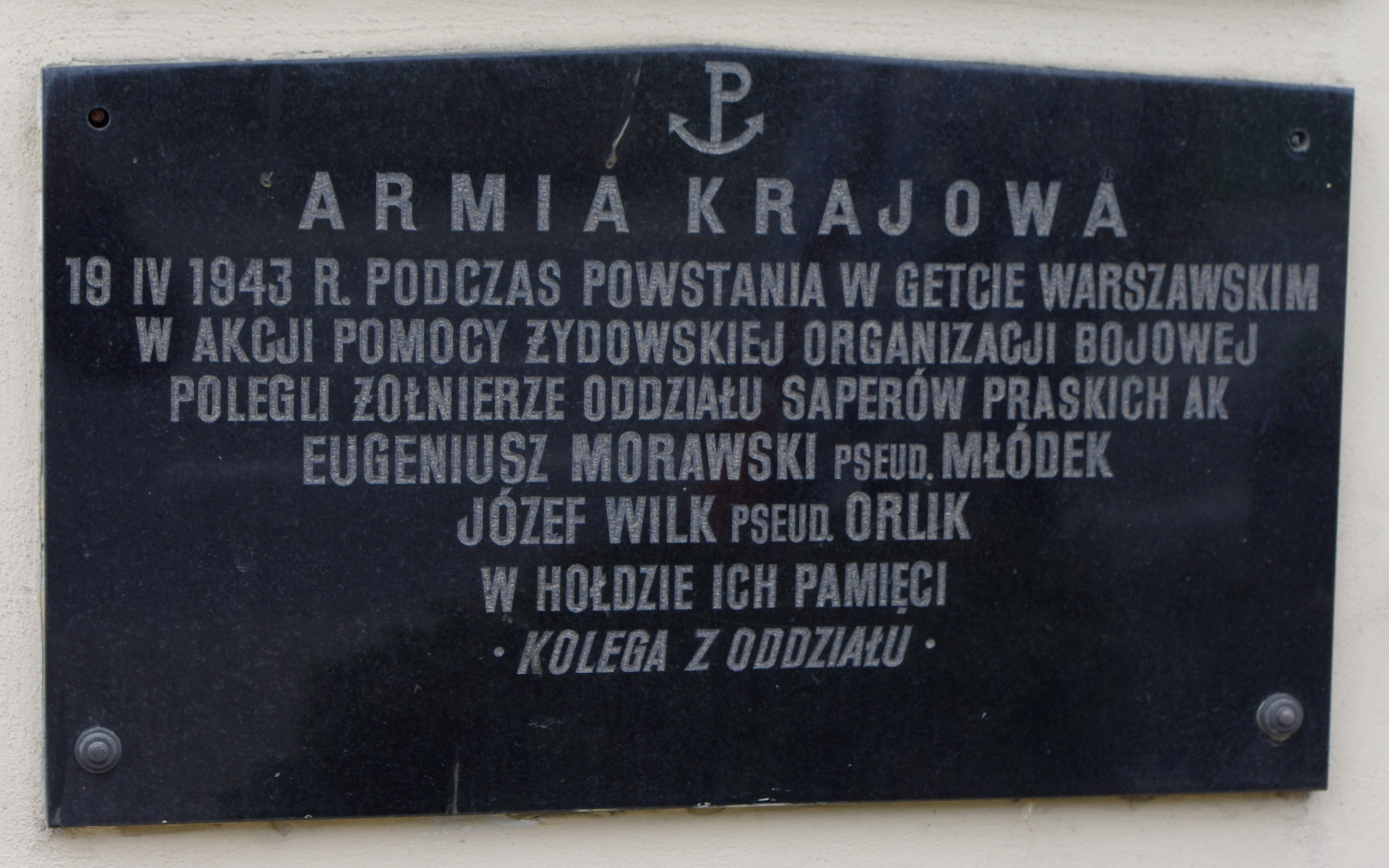
Upamiętnienie żołnierzy AK – Eugeniusza Morawskiego ps. „Młodek” i Józefa Wilka ps. „Orlik” poległych podczas Akcji Getto – tablica na ścianie Kościoła Jana Bożego przy ul. Bonifraterskiej 12 w Warszawie

W czasie powstania obrońcy getta od pierwszych dni wspierani byli zbrojnie z zewnątrz przez polskie oddziały podziemia zbrojnego. Akcji pomocowych dokonywały zarówno Armia Krajowa, jak i Gwardia Ludowa. Polskie organizacje konspiracyjne przeprowadziły kilkanaście akcji w okolicach getta przeciwko oddziałom niemieckim. W pierwszym dniu powstania 25-osobowa grupa AK pod dowództwem Józefa Pszennego „Chwackiego” podjęła nieudaną próbę wysadzenia muru getta przy ul. Bonifraterskiej, żołnierze ci zostali jednak wykryci przez patrol policji polskiej i niemieckiej. W wyniku walki, jaka się wywiązała, dwóch żołnierzy AK Eugeniusz Morawski oraz Józef Wilk zginęło na miejscu, a czterech odniosło rany; zginęło także dwóch policjantów i dwóch Niemców .
Nazajutrz Grupa Specjalna Sztabu Głównego GL pod dowództwem Franciszka Bartoszka zaatakowała stanowisko karabinu maszynowego na rogu ul. Nowiniarskiej i Franciszkańskiej, kładąc celnymi strzałami, oddanymi z tłumu gapiów, całą 4-osobową obsadę, składającą się z SS-manów i towarzyszących im policjantów granatowych (zamachowcy uciekli wraz z tłumem). Grupa dowódcy okręgu warszawskiego GL Henryka Sternhela skutecznie obrzuciła granatami samochód SS przy ul. Freta, zabijając dwóch i raniąc trzech Niemców.
Na rozkaz pułkownika „Montera” (Antoni Chruściel) oddział dywersyjny AK z Mokotowa podjął szereg akcji nękających wobec posterunków wokół getta, m.in. strzelając do wartowników przy ul. Leszno (osobno akcje pod dowództwem Zbigniewa Stalkowskiego i Michała Tetmajera) i Zakroczymskiej (akcja pod dowództwem Tadeusza Kerna-Jedrychowskiego). W opisach tych akcji mówi się o „likwidacji” placówek niemieckich. Żaden z tego typu incydentów nie jest odnotowany ze szczegółami w źródłach niemieckich, 75-stronicowy Raport Stroopa wspomina jednak, że siły niemieckie były „nieustannie pod ostrzałem spoza getta, to znaczy ze strony aryjskiej. [...] Przy pierwszym wtargnięciu do getta udało się Żydom i polskim bandytom, dzięki przygotowanemu napadowi z bronią w ręku, odeprzeć nasze atakujące siły wraz z czołgami i wozami pancernymi”.
Spór historyków toczy się wokół udziału w walkach wewnątrz getta oddziału Kadry Bezpieczeństwa, polskiej organizacji militarnej luźno powiązanej z AK. 18-osobowy oddział „W” dowodzony przez Henryka Iwańskiego „Bystrego”, w skład którego wchodziła drużyna Władysława Zajdlera „Żarskiego” i sekcja Lejewskiego „Garbarza”, przedostać miał się tunelem na plac Muranowski, gdzie miał wesprzeć oddział ŻZW toczący bitwę z siłami hitlerowskimi. 27 kwietnia Polacy przybyć mieli tam z uzupełnieniem broni, amunicji i żywności, ale wobec zupełnego wyczerpania powstańców zastąpili oni oddział ŻZW pod dowództwem Dawida Apfelbauma na kluczowej pozycji między ruinami w okolicy nieistniejącego już placu Muranowskiego a ulicą Nalewki, odpierając niemieckie i łotewskie ataki wsparte przez broń pancerną. W ciężkich całodziennych walkach obronnych śmierć ponieść miało trzech podkomendnych Iwańskiego – jego brat oraz dwaj synowie, a sam „Bystry” w wyniku odniesionych ran miał zostać wyniesiony tunelem z powrotem przez swoich ocalałych żołnierzy wraz z 30 rannymi. Relacje Henryka Iwańskiego i Władysława Zajdlera są obecnie podważane przez niektórych historyków, twierdzących, że zostały one przez nich sfabrykowane w celu uzyskania kombatanckich przywilejów.

## Reakcje polskiego podziemia
Narodowe Siły Zbrojne przyjęły upadek powstania entuzjastycznie, twierdząc, że Niemcy rozbili struktury komunistyczne. W pismach NSZ, w tym w „Polskiej Informacji Prasowej”, pisano:
Opór i zaopatrzenie w broń kilkutysięcznej rzeszy żydów był zorganizowany i przeprowadzony przez Bund i komunistów. Te właśnie elementy były przez cały okres okupacji jak najbardziej wrogo usposobione do Polaków i przysposobiły się w ramach organizacji komunistycznych do krwawej rozprawy z Polakami w momencie przełomowym. W planach komunistów getto miało być zasadniczym czynnikiem przedwczesnego powstania, do sprowokowania którego dąży PPR. W getcie przez dłuższy czas pracowały drukarnie komunistyczne, tam znajdowały się składnice broni i działy sztabu komunistyczne, z których oficerowie sowieccy kierowali dywersją. W tym świetle należy uważać opór stawiany przez Żydów za fakt dodatni, który spowodował rozładowanie zawczasu jednego z arsenałów komuny, wyrządzając przy tym Niemcom sporo kłopotów i kompromitacji.

## Konferencja bermudzka

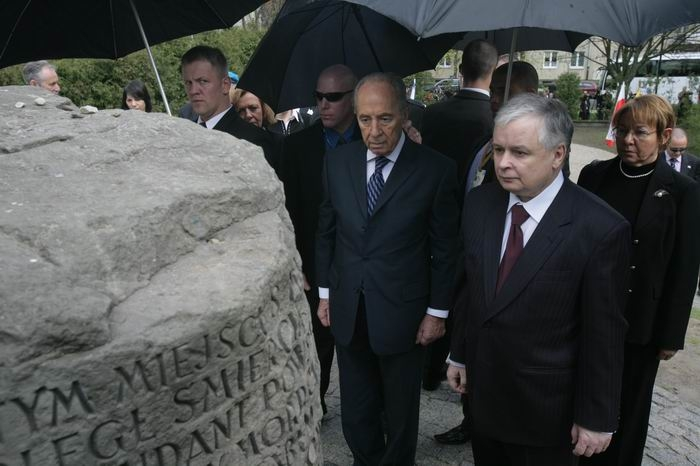
Prezydenci Polski i Izraela Lech Kaczyński i Szimon Peres 65. rocznicy powstania na Kopcu Anielewicza

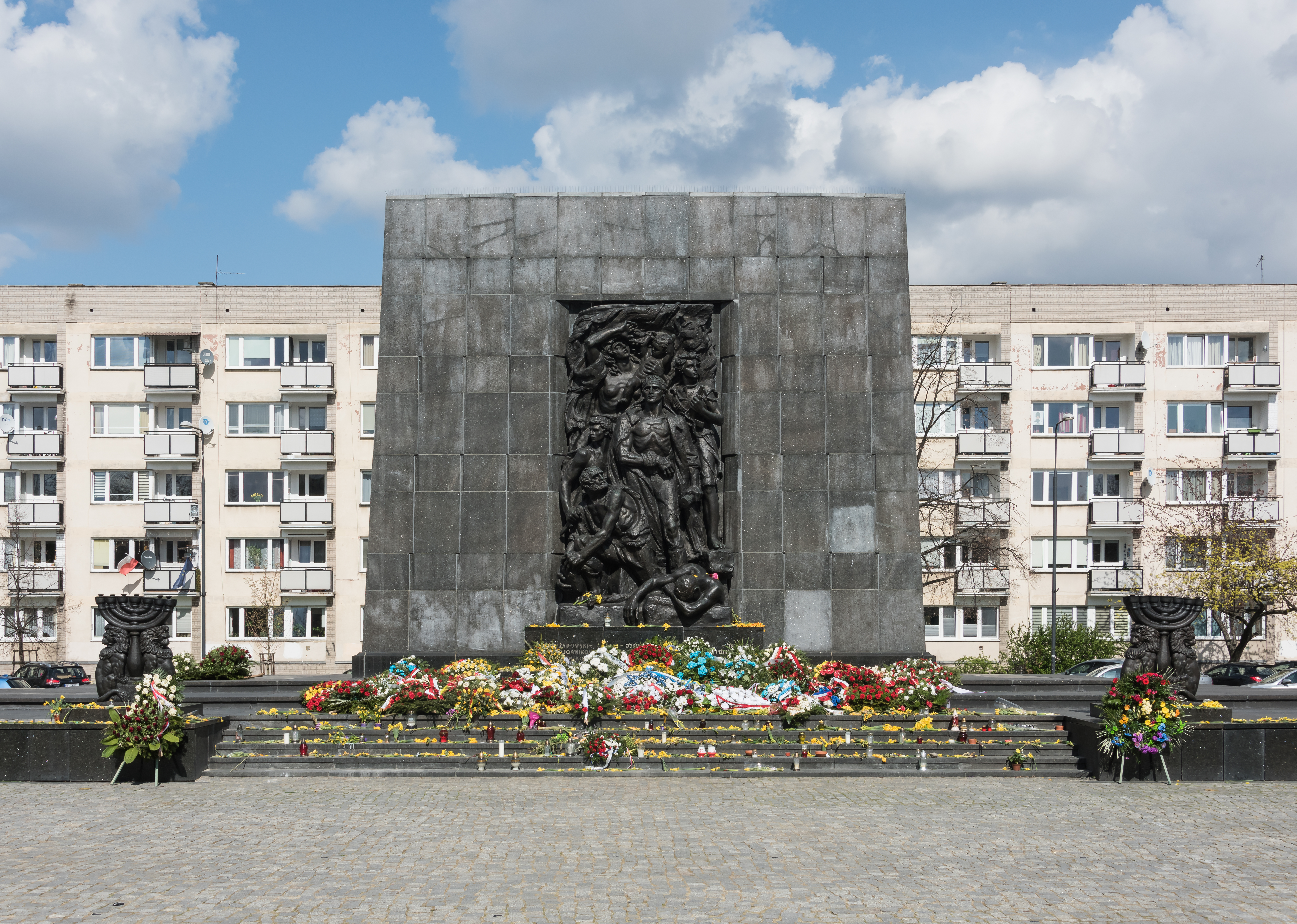
Pomnik Bohaterów Getta w Warszawie

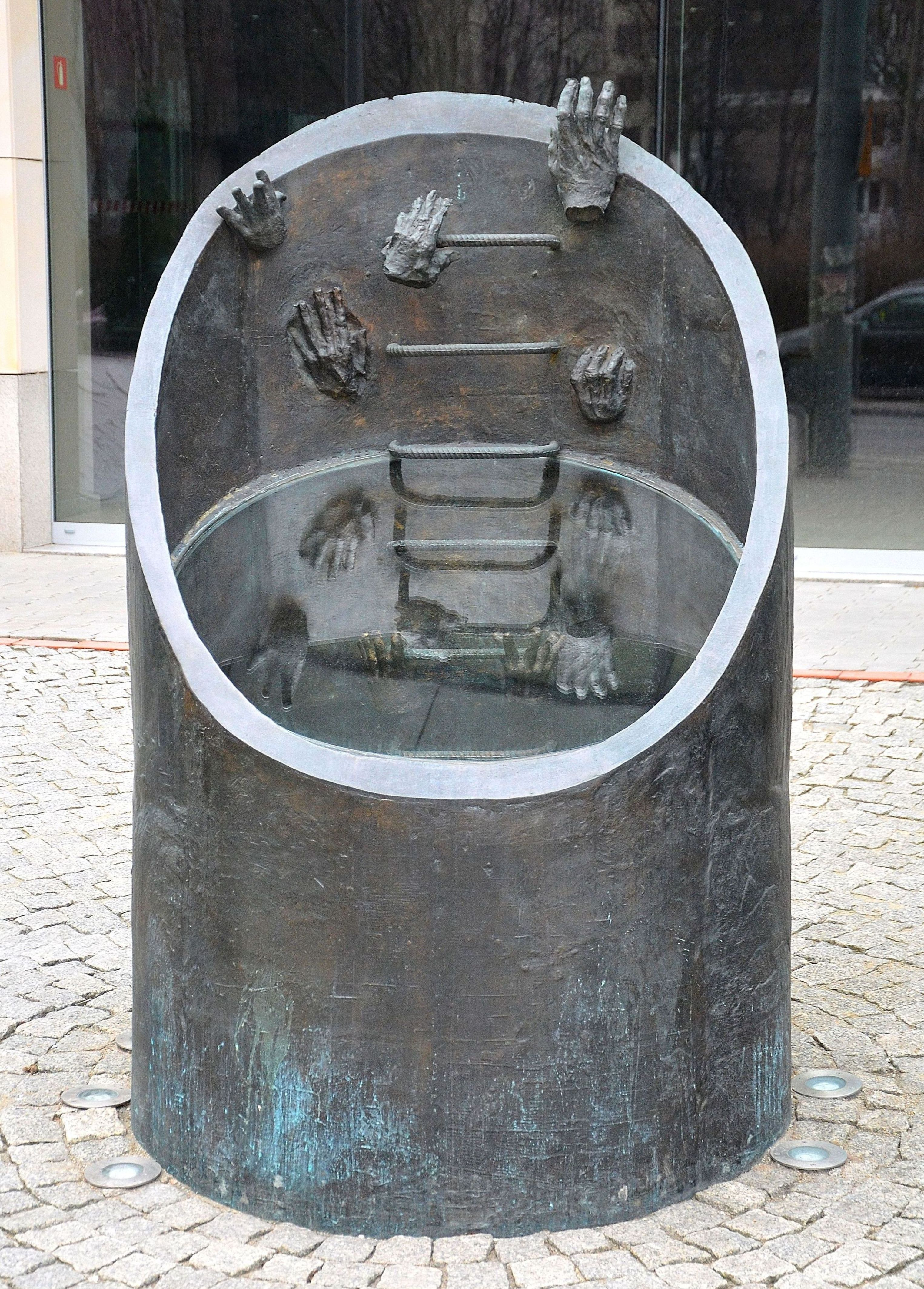
Pomnik Ewakuacji Bojowników Getta Warszawskiego przy ul. Prostej 51

Informacje o wywózkach Żydów i Zagładzie, przekazywane przez uciekinierów z obozów oraz polski ruch oporu, spowodowały reakcję żydowskich organizacji poza okupowaną Europą, oraz organizacji chrześcijańskich. Organizacje te wywierały naciski na rządy Wielkiej Brytanii i USA, oczekując pomocy w ratowaniu Żydów. Dzięki tym naciskom udało się wymóc na rządach alianckich wprowadzenie tematu Zagłady do polityki międzynarodowej. W czasie trwania powstania w getcie warszawskim, w dniach 19–29 kwietnia 1943 roku w Hamilton na Bermudach miała miejsce konferencja międzynarodowa z udziałem Wielkiej Brytanii oraz USA, tzw. Konferencja bermudzka, której celem było ustalenie metod ratowania Żydów znajdujących się na terenach objętych działaniami wojennymi i pod okupacją III Rzeszy. Uczestniczące państwa nie delegowały jednak na konferencję żadnych znaczących polityków i ostatecznie nie podjęto żadnej decyzji mogącej mieć wpływ na losy europejskich Żydów.

## Ostatni powstańcy
Wojnę przeżyli nieliczni powstańcy. Spośród żołnierzy ŻOB powstanie w getcie przeżyło kilkudziesięciu. Większość z nich jednak nie doczekała końca wojny – zginęli, walcząc w oddziałach partyzanckich, w powstaniu warszawskim lub zostali wydani Niemcom. W walkach na terenie getta śmierć ponieśli także niemal wszyscy żołnierze ŻZW. Wojnę przeżyło dwóch komendantów powstania; Marek Edelman z ramienia ŻOB i Dawid Wdowiński (zm. 1970) z ramienia ŻZW.
W 2006 żyło jeszcze co najmniej kilkunastu uczestników powstania w getcie warszawskim będących bezpośrednimi uczestnikami i świadkami tamtych wydarzeń oraz łączników, którzy ich wspierali, w tym między innymi: Aharon Karmi (zm. 2011), Marek Edelman (zm. 2009), Pnina Grynszpan-Frymer (zm. 2016), Masza Glajtman-Putermilch (zm. 2007), Luba Gawisar (zm. 2011), Israel Gutman (zm. 2013), Stefan Grajek (zm. 2008), Martin Gray (zm. 2016), Ziuta Hartman (2015), Helena Rufeisen-Schüpper (zm. 2017), Baruch Spiegel (zm. 2013) i Symcha Ratajzer-Rotem (zm. 2018).
Po śmierci Symchy Ratajzera-Rotema w 2018 roku media ogłosiły, że był on ostatnim żyjącym uczestnikiem (bojowcem) w getcie warszawskim. Po tej informacji przypomniał o sobie jeszcze zamieszkały w Izraelu Leon Kopelman, który zmarł 13 sierpnia 2021 i którego The Times of Israel określił wówczas ostatnim znanym uczestnikiem powstania, który odszedł.

## Upamiętnienie
- Żonkile – symbol pamięci o powstaniu w getcie warszawskim[84][85].
- Pomnik Bohaterów Getta – 16 kwietnia 1946 odsłonięto pierwszy, a 19 kwietnia 1948 drugi monument upamiętniający uczestników powstania w getcie.
- Plac wokół pomnika Bohaterów Getta, znajdujący się między ulicą Ludwika Zamenhofa a aleją Ireny Sendlerowej, od 2019 nosi nazwę plac Bohaterów Getta Warszawskiego[86].
- Powstanie w getcie warszawskim zostało upamiętnione na Grobie Nieznanego Żołnierza w Warszawie napisem na jednej z tablic po 1945 r. „Ghetto 20 IV – 10 V 1943”, a po 1990 r. „Getto warszawskie 19 IV – 8 V 1943”.
- Po północnej i południowej stronie pomnika znajdują się dwa kamienne bloki Traktu Pamięci Męczeństwa i Walki Żydów dedykowane powstaniu. Kolejne bloki upamiętniają bojowników Żydowskiej Organizacji Bojowej i Żydowskiego Związku Wojskowego.
- Kopiec Anielewicza.
- Pomnik Ewakuacji Bojowników Getta Warszawskiego
- Bramę przy ulicy Nalewki, przez którą 19 kwietnia 1943 wkroczyły do getta wojska niemieckie, upamiętnia jeden z pomników granic getta znajdujący się przy ulicy gen. Władysława Andersa (róg Świętojerskiej).
- Tablica MSI upamiętniająca walki na placu Muranowskim (ul. Muranowska 1)
- Muzeum Bojowników Getta – muzeum w kibucu Lochame ha-Geta’ot w Izraelu.
- W 1983 został wybity medal o treści 40. rocznica powstania w getcie warszawskim, wydany przez Mennicę Państwową[87].